# Lijst van Franse automerken
Hieronder een lijst van bestaande en niet meer bestaande Franse automerken.

## A
| A.A.A. - Ateliers d'Automobiles et d'Aviation                    | 1919-1920 | Parijs                             |  |
| Abeille                                                          | 1900-1914 | Saint-Quentin                      |  |
| Able-Toulouse (Paul Toulouse)                                    | 1920-1927 | Orgon (bij Avignon)                |  |
| Acceler                                                          | 1921-1924 | Parijs                             |  |
| A.C.L.                                                           | 1971-     | Arlanc                             |  |
| ACS                                                              | ...       | Objat                              |  |
| Addax                                                            | 1975      |                                    |  |
| Adenot (D.)                                                      | 1900-1904 | Lyon                               |  |
| Ader-Société Industrielle des Téléphones de Paris (Clément Ader) | 1896-1907 | Parijs/Levallois                   |  |
| A.D.S. Technologies                                              | 2005      |                                    |  |
| A.É.M.-Société d'Application Electro-Mécanique                   | 1919-1927 | Neuilly                            |  |
| A.E.R. (B.N.C.)                                                  | 1929-1931 | Rueil                              |  |
| Aeric                                                            | 1941-1943 | Parijs                             |  |
| Aérocar                                                          | 1949-1951 | Parijs                             |  |
| Aérocarène                                                       | 1946-1947 | Parijs                             |  |
| A.F.A.                                                           | 1943      |                                    |  |
| Ageron                                                           | 1910-1914 | Lyon                               |  |
| Aigle (voorheen A.E.R.)                                          | 1907-1909 |                                    |  |
| Aiglon-Alliance                                                  | 1905-1908 | Parijs                             |  |
| Aiglon                                                           | 1926-1928 |                                    |  |
| Ailloud-Dumont (Claudius Ailloud)                                | 1897-1905 | Sainte-Foy-lès-Lyon                |  |
| Aixam-Mega Automobiles                                           | ...-heden | Aix-les-Bains                      |  |
| Ajams                                                            | 1921-1922 | Neuilly                            |  |
| Ajax (Briscoe broers)                                            | 1913-1919 | Neuilly-sur-Seine                  |  |
| A.L. (Energie Electro-Mécanique)                                 | 1907-1909 | Parijs                             |  |
| Alamagny                                                         | 1946-1948 | Parijs                             |  |
| Alba                                                             | 1913-1928 | Suresnes                           |  |
| Albaret                                                          | 1901-1903 |                                    |  |
| Albatros                                                         | 1906-1912 | Parijs                             |  |
| Alcyon (Edmond Gentil)                                           | 1905-1928 | Neuilly/Courbevoie                 |  |
| Alda-Ah la Délicieuse Automobile (Fernand Charron)               | 1911-1923 | Courbevoie / Boulogne-Billancourt  |  |
| Aleron                                                           | 1900-1904 | Vierzon                            |  |
| Allard-Latour                                                    | 1898-1904 | Lyon                               |  |
| Alliance-Aiglon                                                  | 1905-1908 | Parijs                             |  |
| Alma (Ing. Vaslin)                                               | 1926-1929 | Courbevoie                         |  |
| Alphi-Automobiles (Luart, Poniatowski, Hougardi Ingénieurs)      | 1926-1932 | Parijs                             |  |
| Alpine-Alpine Renault (Jean Rédélé)                              | 1952-1997 | Dieppe                             |  |
| Alva Sport                                                       | 1913-1923 | Courbevoie                         |  |
| A.M.-Abeille-De Mesmay                                           | 1900-1915 | Saint-Quentin                      |  |
| Amichaud                                                         | 1906-1910 |                                    |  |
| Amilcar (Lamy et Akar)                                           | 1921-1940 | Saint Denis / Boulogne-Billancourt |  |
| Amiot Amiot-Peneau                                               | 1897-1902 | Asnières-sur-Seine                 |  |
| Ampère                                                           | 1905-1910 | Boulogne-Billancourt               |  |
| A.N. (Alain Niguet)                                              | 1920-1922 | Le Kremlin-Bicêtre                 |  |
| Anasagasti                                                       | 1910-1914 | Parijs                             |  |
| Anderson Electric                                                | 1912      |                                    |  |
| André Py                                                         | 1899-1902 |                                    |  |
| Andreau                                                          | 1937-1939 | Parijs                             |  |
| Angeli                                                           | 1921-1926 | Neuilly-Plaisance                  |  |
| Antoinette                                                       | 1906-1909 | Puteaux                            |  |
| Antony                                                           | 1922-1924 |                                    |  |
| Antran                                                           | 1923-1925 |                                    |  |
| Arbel (Symetric)                                                 | 1950-1960 | Parijs                             |  |
| Arcas                                                            | 1920-1922 |                                    |  |
| Ardech                                                           | 1900-1902 | Parijs                             |  |
| Ardex                                                            | 1937-1939 | Nanterre                           |  |
| Aria                                                             | 1912-1914 | Levallois-Perret                   |  |
| Ariane                                                           | 1905-1910 |                                    |  |
| Ariès                                                            | 1903-1938 | Villeneuve-la-Garenne              |  |
| Arista (P. Arista-Ruffier)                                       | 1912-1914 | Parijs                             |  |
| Arista (Panhard)                                                 | 1954-1963 | Parijs                             |  |
| Armino                                                           | 1929-1930 | Parijs                             |  |
| Armor                                                            | 1926-1928 |                                    |  |
| Arnault (Ets)                                                    | 1968-...  | Garches                            |  |
| Arros                                                            | 1906-1907 | Plaisance                          |  |
| Arzac                                                            | 1924-1927 | Parijs                             |  |
| Arzens (Paul)                                                    | 1939-1948 | Parijs                             |  |
| A.S.-Automobiles Serrano                                         | 1922-1928 | Villeneuve-la-Garenne              |  |
| A.S. Design                                                      | ...       | Besançon                           |  |
| A.S.S.                                                           | 1919-1922 | Lyon                               |  |
| Astatic                                                          | 1920-1923 | Saint Ouen                         |  |
| Aster (Voitures)                                                 | 1896-1909 | Saint Denis                        |  |
| Astra                                                            | 1920-1924 | Parijs                             |  |
| Astresse                                                         | 1898      | Levallois-Perret                   |  |
| Atelier de Construction de Bischwiller                           | 1898-1902 |                                    |  |
| Atla (Jacques Durand)                                            | 1957-1960 |                                    |  |
| Atlas                                                            | 1950-1952 |                                    |  |
| Audax                                                            | 1912-1914 | Rouen                              |  |
| Audibert & Lavirotte                                             | 1894-1903 | Lyon                               |  |
| Augé (D.)                                                        | 1896-1901 | Levallois-Perret                   |  |
| Auroèle                                                          | ...       |                                    |  |
| Aurore                                                           | ...       |                                    |  |
| Austra                                                           | 1907      | Parijs                             |  |
| Austral                                                          | 1902-1906 | Parijs                             |  |
| Autobleu (Ets Mestivier et Lepeytre)                             | 1955-1958 | Parijs                             |  |
| Autocamion                                                       | 1906-1907 |                                    |  |
| Autocyclette                                                     | 1920-1922 | Parijs                             |  |
| Auto Léger                                                       | 1905-1910 | Lyon                               |  |
| Automobilette (Ets Coignet et Ducruzel)                          | 1911-1924 | Boulogne-Billancourt               |  |
| Automotette                                                      | 1898      |                                    |  |
| Automoto-Automotor (voorheen Chavane)                            | 1901-1907 | Saint-Étienne                      |  |
| Automouche (Monet-Goyon)                                         | ...       |                                    |  |
| Autoperformance                                                  | ...       | Parijs                             |  |
| Auto-Pratique                                                    | 1908-1912 | Parijs                             |  |
| Autorette                                                        | 1912-1914 | Parijs                             |  |
| Autoscooter                                                      | ...       |                                    |  |
| Autosélect                                                       | 1902-1904 |                                    |  |
| Autovapeur                                                       | 1900-1906 |                                    |  |
| Autram                                                           | 1923-1924 |                                    |  |
| Auverland                                                        | ...-heden | Saint-Germain-Laval                |  |
| Aux (voorheen Causan)                                            | ...       | Levallois-Perret                   |  |
| Avant-Garde                                                      | ...       | Chaponost                          |  |
| Averley                                                          | 1898-1901 | Lyon                               |  |
| Aviette                                                          | 1919-1921 |                                    |  |
| Axa                                                              | 1922-1925 | Parijs                             |  |
| Axona                                                            | ...       |                                    |  |
| Azur                                                             | 1913-1914 | Besançon                           |  |

## B
| Baboulin (René Bab Buggy)                                                                          | 1971      | Grenoble                                |  |
| Baby (Ets Fournier)                                                                                | 1910-1914 | Levallois                               |  |
| Baby-Rhône                                                                                         | 1941      |                                         |  |
| Baillé-Lemaire                                                                                     | 1898-1905 | Crosne                                  |  |
| Bailleau (M. Bailleau)                                                                             | 1901-1914 |                                         |  |
| Baillereau                                                                                         | 1908-1910 |                                         |  |
| Bailleul                                                                                           | 1904-1905 |                                         |  |
| Balleau                                                                                            | 1899-1910 | Longjumeau                              |  |
| Ballot (Édouard et Maurice Ballot)                                                                 | 1919-1932 | Parijs                                  |  |
| Barbarou et Bouvier                                                                                | 1898-1899 | Levallois-Perret                        |  |
| Barbereau et Bergerons                                                                             | 1896-1900 |                                         |  |
| Bardeau                                                                                            | 1921-1922 |                                         |  |
| Bardon                                                                                             | 1898-1906 | Parijs / Puteaux                        |  |
| Barimar                                                                                            | 1913      | Frankrijk / Groot-Brittannië            |  |
| Barisien                                                                                           | 1898-1900 |                                         |  |
| Barré (G. Barré)                                                                                   | 1898-1922 | Niort, Deux-Sèvres                      |  |
| Barré et Lamberton (G. Barré)                                                                      | 1923-1930 | Niort, Deux-Sèvres                      |  |
| Barrelier                                                                                          | 1919      |                                         |  |
| Barrière                                                                                           | 1898-1900 | Parijs                                  |  |
| Barriquand et Schmidt                                                                              | 1904-1905 |                                         |  |
| Barron-Vialle                                                                                      | 1903-1929 | Lyon                                    |  |
| Basset et Méline                                                                                   | 1905-1906 |                                         |  |
| Bastaert                                                                                           | 1907-1908 | Parijs                                  |  |
| Bauchet (Henry Bauchet)                                                                            | 1900-1904 | Rethel                                  |  |
| Baud                                                                                               | 1902-1903 |                                         |  |
| Baudet-Donon et Rossel (autobranche)                                                               | ...       |                                         |  |
| Baudier                                                                                            | 1900-1905 | Parijs                                  |  |
| Baya                                                                                               | 1904-1906 |                                         |  |
| Bayard-Clément                                                                                     | 1903-1922 | Levallois                               |  |
| B.B. – la Bébé                                                                                     | 1910-1912 | Montluçon                               |  |
| B.B.M.                                                                                             | 1971      | Amiens                                  |  |
| Béatrix (Tisserand Béatrix)                                                                        | 1906-1913 | Parijs                                  |  |
| Béchereau (L. Béchereau)                                                                           | 1921-1925 | Parijs / Boulogne-Billancourt           |  |
| Beck                                                                                               | 1920-1924 | Lyon                                    |  |
| Becquet                                                                                            | 1926-1927 |                                         |  |
| Bédélia (Bourbeau et Devaux Bédélia)                                                               | 1910-1925 | Parijs / Levallois                      |  |
| Bégot et Mazurie                                                                                   | 1900-1902 | Reims                                   |  |
| Bell (M. Bellois)                                                                                  | 1922-1925 | Parijs / Choisy-le-Roi                  |  |
| Beil (Buffalo Beil)                                                                                | 1971      | Straatsburg                             |  |
| Bellais                                                                                            | 1900-1905 |                                         |  |
| Bellamy                                                                                            | 1903-1904 | Parijs                                  |  |
| Bellanger Frères                                                                                   | 1911-1925 | Neuilly-sur-Seine                       |  |
| Bellier                                                                                            | 1971-1974 | Les Sables-d'Olonne                     |  |
| Bellier (J. Bellier)                                                                               | ...-heden | Talmont-Saint-Hilaire                   |  |
| Benjamin – Benova (Maurice Janson), ook wel Bénova - Benjamin                                      | 1921-1928 | Asnières-sur-Seine                      |  |
| Bérad                                                                                              | 1897-1899 | Marseille                               |  |
| Bergé (R. Callat)                                                                                  | 1921-1925 | Parijs / Le Pré-Saint-Gervais           |  |
| Bergeon                                                                                            | 1897-1898 |                                         |  |
| Berliet                                                                                            | 1895-1939 | Lyon                                    |  |
| Bernardet Frères                                                                                   | 1946-1950 | Châtillon-sous-Bagneux                  |  |
| Bertagna                                                                                           | 1905      |                                         |  |
| Bertier                                                                                            | 1909-1910 | Lyon                                    |  |
| Bertrand et Cie                                                                                    | 1901-1903 | Parijs                                  |  |
| Besseyre & Rayne                                                                                   | 1908      |                                         |  |
| Best                                                                                               | 1919-1923 | Asnières-sur-Seine                      |  |
| B.G.S. - Bouquet, Garcin & Schivre (Société des voitures électriques et accumulateurs système BGS) | 1899-1906 | Neuilly-sur-Seine                       |  |
| B.G.V. (S.F.A. – Société Française d'Automobiles et d'Aviation)                                    | 1912      | Orléans                                 |  |
| Bignan, ook wel Bignan Sport (Jacques Bignan, ateliers de la Fournaise)                            | 1918-1931 | Courbevoie / Parijs                     |  |
| Blanda                                                                                             | 1926-1927 |                                         |  |
| Blériot Aéronautique                                                                               | 1920-1922 | Suresnes                                |  |
| Blériot                                                                                            | 1941-1943 |                                         |  |
| Bloch                                                                                              | 1921-1922 |                                         |  |
| B.N.C. (Bollack, Netter et Cie)                                                                    | 1921-1933 | Levallois-Perret / Puteaux              |  |
| B.N.C. Sirejols                                                                                    | 1931-1950 | Levallois-Perret                        |  |
| B.O.B.                                                                                             | 1922-1925 | Parijs                                  |  |
| Bobby-Alba (L. Bollack)                                                                            | 1920-1924 | Suresnes                                |  |
| Bobery                                                                                             | ...       |                                         |  |
| Boens                                                                                              | ...       | Charleville                             |  |
| Bogard                                                                                             | 1898-1900 |                                         |  |
| Boilet                                                                                             | 1907-1908 |                                         |  |
| Boissaye                                                                                           | 1901-1906 | Parijs                                  |  |
| Boissier                                                                                           | 1922-1923 | Montpellier                             |  |
| Boitel                                                                                             | 1939-1949 | Parijs                                  |  |
| Bolide (Léon Lefèvbre)                                                                             | 1899-1909 |                                         |  |
| Amédée Bollée (vader)                                                                              | 1873-1899 | Le Mans                                 |  |
| Amédée Bollée zonen                                                                                | 1896-1922 | Le Mans                                 |  |
| Léon Bollée                                                                                        | 1895-1924 | Parijs / Le Mans                        |  |
| Bolloré                                                                                            | 2005      |                                         |  |
| Bondis                                                                                             | 1910-1911 |                                         |  |
| Bonnet – (René Bonnet)                                                                             | 1961-1966 | Champigny-sur-Marne                     |  |
| Bonneville                                                                                         | 1898      |                                         |  |
| Bonneville                                                                                         | 1961-1966 | Toulouse                                |  |
| Bonstettin                                                                                         | 1897      |                                         |  |
| Borderel-Cail                                                                                      | 1905-1908 | Denain                                  |  |
| Boschetti – Bugantic (Michel Boschetti)                                                            | ...-heden | Gorbio / Opio                           |  |
| Bosson                                                                                             | 1906-1907 |                                         |  |
| Botys                                                                                              | 1907      |                                         |  |
| Boudreux                                                                                           | 1907-1908 |                                         |  |
| Bouffort                                                                                           | 1947-1950 | Bondy                                   |  |
| Bouhey                                                                                             | 1901-1904 |                                         |  |
| Boulet                                                                                             | 1902-1904 | Parijs                                  |  |
| Boult                                                                                              | 1898      |                                         |  |
| Bouquin et Chapron                                                                                 | 1913-1914 |                                         |  |
| Bourdon                                                                                            | 1910-1912 | Lyon                                    |  |
| Bourguignonne – Chesnay de Falletans & Cie                                                         | 1900-1902 | Dijon                                   |  |
| Boursaud                                                                                           | 1899-1901 | Bougines                                |  |
| Boussel                                                                                            | ...       |                                         |  |
| Boutiller                                                                                          | 1989-1901 |                                         |  |
| Bouttier                                                                                           | 1898-1900 |                                         |  |
| Bouvier-Dreux                                                                                      | 1897      |                                         |  |
| Boyer                                                                                              | 1898-1907 | Parijs / Puteaux                        |  |
| Bozier                                                                                             | 1898-1920 | Neuilly / Puteaux                       |  |
| Brandt                                                                                             | 1949-1950 | Draveil                                 |  |
| Brasier (H. Brasier, Voorheen Richard-Brasier)                                                     | 1904-1930 | Ivry-Port                               |  |
| Bravo                                                                                              | 1900-1902 |                                         |  |
| Breese-Paris (Robert Breese)                                                                       | 1921-1925 | Verenigde Staten / Parijs               |  |
| Ateliers d'Aviation Louis Bréguet                                                                  | 1940-1944 | Toulouse                                |  |
| Briel et Bruneau                                                                                   | 1923-1925 | Lyon                                    |  |
| Brierre                                                                                            | 1900-1905 | Parijs                                  |  |
| Briest                                                                                             | 1898-1901 |                                         |  |
| Brillié (Eugène Brillié)                                                                           | 1904-1908 | Parijs                                  |  |
| Brissonet                                                                                          | 1936-1938 | Parijs                                  |  |
| Brissonneau (voiture L. Rosier)                                                                    | 1956-1958 | Creil                                   |  |
| Brodeau                                                                                            | 1940-1942 |                                         |  |
| Brouhot                                                                                            | 1896-1910 | Vierzon                                 |  |
| Brûlé-Ponsard (Ponsard-Anceloni)                                                                   | 1899-1901 |                                         |  |
| Bruneau                                                                                            | ...       |                                         |  |
| BSH (F. Benais et M. Saint-Hilaire)                                                                | 1970-1972 | Issy-les-Moulineaux                     |  |
| Buat (Léon Buat)                                                                                   | 1901-1908 | Senlis                                  |  |
| Buard (P.)                                                                                         | 1925-1935 | Villaines-la-Juhel                      |  |
| Buc (Angelo et Roberto Bucciali)                                                                   | 1921-1927 | Courbevoie                              |  |
| Bucciali (Angelo et Roberto Bucciali)                                                              | 1927-1934 | Courbevoie / Rueil / Angers             |  |
| Buchet (G. Sailly)                                                                                 | 1902-1930 | Levallois-Perret / Boulogne-Billancourt |  |
| Buffaut et rebatel                                                                                 | 1895-1898 | Lyon                                    |  |
| Bugantic (Polycarr – Michel Boschetti)                                                             | ...       | Gorbio                                  |  |
| Bugatti (Ettore Bugatti)                                                                           | 1909-1956 | Duitsland / Molsheim                    |  |
| Burlat frères                                                                                      | 1903-1907 | Lyon                                    |  |
| Busson -, ook wel Busson-Bazelaire                                                                 | 1907-1909 | Parijs                                  |  |
| Butterosi                                                                                          | 1919-1924 | Boulogne-Billancourt                    |  |

## C
| Cab                                                                                    | ...        |                                  |
| Cab (Contruction Automobile de Bellevue - Automobilette)                               | ...        |                                  |
| Caban Spéciale, ook wel Cabantous                                                      | 1925-1931  | Parijs                           |
| Cadix (M. Jannel)                                                                      | 1920-1923  | Cadix-Martinville                |
| Caffort frères                                                                         | 1920-1925  | Parijs                           |
| Callista                                                                               | 1950-1952  | Parijs                           |
| C.A.M. (Conversion Automobile Moderne - Punch Buggy)                                   | 1971       | Chassagny                        |
| Cambier (Th.)                                                                          | 1898-1905  | Rijsel                           |
| Campagne                                                                               | 1898-1900  |                                  |
| Caplet - Celtic                                                                        | 1910-1912  | Le Havre                         |
| Car SA                                                                                 | ...        |                                  |
| Carde                                                                                  | 1900-1920  | Bordeaux                         |
| Cardinet                                                                               | 1900-1907  | Parijs                           |
| Carmen                                                                                 | 1907       | Parijs                           |
| Caron                                                                                  | 1900-1902  | Parijs                           |
| Carraire et Breton - l'As d'Atout                                                      | 1910-1914  | Bordeaux                         |
| Carteret (L. Vienne)                                                                   | 1920-1922  | Courbevoie                       |
| Carubier                                                                               | 1897-1902  | Rijsel                           |
| Cassan                                                                                 | 1900-1902  | Bourgoin                         |
| Castoldi                                                                               | 1900       | Lyon                             |
| Catalonia - Rebour                                                                     | 1905-1908  |                                  |
| Catelineau                                                                             | ...        |                                  |
| Caubet                                                                                 | 1967-1968  | Rueil                            |
| Causan - Aux (ingénieur N. Causan)                                                     | 1920-1924  | Levallois-Perret                 |
| C.D. - Charles Deutsch                                                                 | 1965-1966  |                                  |
| Cèdre (François Guerbet) - Sainte-Croix Volvestre                                      | 1975-1987  |                                  |
| Celtic (Marcel Caplet)                                                                 | 1912       | Le Havre                         |
| Celtic-Bignan (Compagnie Générale des Voitures)                                        | 1925-1929  | Parijs                           |
| Certain                                                                                | 1907       |                                  |
| César                                                                                  | 1906-1908  | Parijs                           |
| C.F.V.E. - Compagnie Française des Voitures Electromobiles                             | 1898       |                                  |
| C.G. (Chappe, Gessalin et Durand)                                                      | 1966-1973  | Brie-Comte-Robert                |
| C.G.E. (Tudor - J.A. Grégoire)                                                         | 1940-1946  |                                  |
| C.G.E. Grégoire                                                                        | 1970       |                                  |
| C.G.V. (F. Charron, Girardot et Voigt)                                                 | 1901-1906  | Puteaux                          |
| Chaboche                                                                               | 1900-1905  | Parijs                           |
| Chaigneau-Brasier (ateliers Brasier)                                                   | 1926-1931  | Ivry Port                        |
| Chainiess (M. Chain)                                                                   | 1900-1903  | Parijs                           |
| Chambon                                                                                | 1912-1914  | Lyon                             |
| Chameroy                                                                               | 1907-1909  | Le Vésinet                       |
| Champrobert                                                                            | 1902       | Levallois-Perret                 |
| Chanon                                                                                 | 1905-1906  |                                  |
| Chanut-Perruchet                                                                       | 1905-1906  |                                  |
| Chapeaux                                                                               | 1940-1942  | Lyon                             |
| Chapron                                                                                | ...        |                                  |
| Charbon                                                                                | 1904-1906  |                                  |
| Charlon (In licentie van Mahout)                                                       | 1905-1908  | Parijs                           |
| Charron Ltd (F. Charron en Voigt)                                                      | 1907-1930  | Puteaux                          |
| Charrondière                                                                           | 1895-1898  |                                  |
| Chatenet (Automobiles)                                                                 | ...-heden  | Pierre-Buffière                  |
| Chausson                                                                               | 1945-1947  | Gennevilliers                    |
| Chauveau                                                                               | ...        |                                  |
| Chavanet                                                                               | 1898-1900  |                                  |
| Chenard (E.)                                                                           | 1897-1905  | Asnières-sur-Seine               |
| Chenard (Louis)                                                                        | 1920-1927  | Colombes                         |
| Chenard et Walcker                                                                     | 1901-1907  | Asnières-sur-Seine               |
| Chenard et Walcker (Société Anonyme des Anciens Etablissements Chernard et Walker)     | 1908-1949  | Gennevilliers                    |
| Chenu                                                                                  | 1902-1907  | Parijs                           |
| Chesnard                                                                               | 1900-1902  |                                  |
| Chesnay de Falletans & Cie - Bourguignonne                                             | 1900-1902  | Dijon                            |
| Chesnet                                                                                | ...        |                                  |
| Chevalier                                                                              | 1896-1900  |                                  |
| Chevalier (Sport)                                                                      | 1932-1934  |                                  |
| Cheyenne (Automobiles)                                                                 | ...        |                                  |
| Christiane-Huit (A. Andrieux)                                                          | 1928-1929  | Rennes                           |
| Chrysler Frankrijk (voorheen Simca)                                                    | 1970-1979  | Parijs / Poissy                  |
| C.I.D. (Constructions Industrielles Dijonnaises, voorheen Cottereau)                   | 1907-1914  | Dijon                            |
| Citroën (André Citroën)                                                                | 1919-heden | Parijs                           |
| Citroën (J.) - voiturette Monocab (Jean Citroën)                                       | 1953-1954  |                                  |
| Civelli de Bosch                                                                       | 1905-1908  | Parijs / Levallois               |
| Clarin-Mustad (Clarin Mustad par Duclair)                                              | 1920-1922  |                                  |
| Classic (Léon Max - Compagnie Générale des Voitures)                                   | 1922-1929  | Parijs                           |
| Claude Delage                                                                          | 1923-1927  |                                  |
| Claude Roy                                                                             | 1905-1906  |                                  |
| Claudius                                                                               | 1903       |                                  |
| Claveau                                                                                | 1923-1955  | Parijs                           |
| Claveau-Guespin                                                                        | 1925       |                                  |
| C.L.C. (De Cockborne, Lehucher et da Costa)                                            | 1908-1913  |                                  |
| Clem                                                                                   | 1908-1914  | Parijs                           |
| Clémençon                                                                              | 1904-1906  |                                  |
| Clément (Gustave-Adolphe Clément)                                                      | 1898-1903  | Parijs / Levallois-Perret        |
| Clément Bayard, ook wel Bayard Clément                                                 | 1903-1922  | Levallois                        |
| Clément-Panhard (Krebs - Clédiaber)                                                    | 1898-1902  | Levallois-Perret                 |
| Clément et Rochelle                                                                    | 1929-1933  | Clamart                          |
| Clesse                                                                                 | 1907-1908  | Levallois-Perret                 |
| C.L.G. (de Clockborne, Lehucher, da Costa)                                             | 1908-1910  | Parijs                           |
| C.M. (Charles Mochet)                                                                  | 1922-1940  | Saint Ouen                       |
| Coadou et Fleury                                                                       | 1921-1923  |                                  |
| Cochotte                                                                               | 1899       | Parijs                           |
| Cognet de Seynes                                                                       | 1912-1926  | Lyon                             |
| Cohendet (C.R. Goodwin)                                                                | 1897-1914  | Parijs                           |
| Cohot-Lombard                                                                          | 1898-1902  | Parijs                           |
| Coignet, ook wel Coignet-Delage (MM Coignet en Ducruzel)                               | ...        |                                  |
| Colda                                                                                  | 1920-1923  | Parijs                           |
| Colin                                                                                  | 1934-1935  | Gennevilliers                    |
| Colin-Dufresne et Berigot                                                              | 1899-1900  |                                  |
| Coll, Habert et Sénéchal                                                               | 1907-1908  |                                  |
| Collin, Dufresne et Berigot                                                            | 1899-1900  |                                  |
| Collot                                                                                 | 1901-1902  | Soissons                         |
| Colmar (voorheen Rémy Desvignes)                                                       | 1938-1940  | Parijs                           |
| Colombe                                                                                | 1921-1927  | Colombes                         |
| Colombia Frankrijk                                                                     | 1901-1902  | Parijs                           |
| Comar (V.) (voorheen Rémy Desvignes)                                                   | 1938-1940  |                                  |
| Comiot                                                                                 | 1899-1905  | Parijs                           |
| Compact (Newmobile Car)                                                                | 1907       | Groot-Brittannië / Frankrijk     |
| Compagnie des Voitures et Moteurs Légers (C.V.M.L.)                                    | 1898-1900  |                                  |
| Compagnie Française, ook wel Compagnie Française des Cycles et Automobiles (M. Onfrey) | 1901-1905  |                                  |
| Compagnie Française des Ponts Moteurs                                                  | 1899-1903  |                                  |
| Compagnie Française des Voitures                                                       | ...        |                                  |
| Compagnie Générale des Transports Automobiles (C.G.T.A.)                               | 1898-1901  |                                  |
| Concordia                                                                              | 1903       | Parijs                           |
| Constantinesco (Georges Constantinesco)                                                | 1926-1928  |                                  |
| Contal                                                                                 | 1900-1910  | Parijs                           |
| Coquet-Vaslin                                                                          | 1928-1930  |                                  |
| Coquillard                                                                             | ...        |                                  |
| Cora Madou (Madou)                                                                     | 1922-1926  |                                  |
| Cornelia                                                                               | ...        |                                  |
| Cornilleau                                                                             | 1910-1914  |                                  |
| Cornilleau Sainte-Beuve (C.S.B. - Straker-Squire)                                      | 1905-1914  | Parijs                           |
| Cornu (Paul Cornu)                                                                     | 1905-1908  | Lisieux                          |
| Corona                                                                                 | 1920       |                                  |
| Corré (J. Corré, Société Française des Automobiles Corré)                              | 1899-1907  | Levallois                        |
| Corré - J.C. (J. Corré)                                                                | 1908-1914  |                                  |
| Corré-La Licorne                                                                       | 1908-1950  | Levallois / Neuilly / Courbevoie |
| Coste                                                                                  | 1988-heden | Pineuilh                         |
| Cöte                                                                                   | 1908-1914  | Saint-Dizier / Pantin            |
| Cottereau                                                                              | 1901-1908  | Dijon                            |
| Cottière                                                                               | 1899-1900  |                                  |
| Cottin-Desgouttes                                                                      | 1904-1932  | Lyon                             |
| Coudère                                                                                | 1907       |                                  |
| Courier                                                                                | 1906-1908  |                                  |
| Courrèges (Coqueline Courrèges)                                                        | 2000-...   |                                  |
| Couteret                                                                               | 1907       | Parijs                           |
| Couverchel, ook wel C.V.R.                                                             | 1905-1907  | Boulogne-Billancourt             |
| Cova                                                                                   | 1925-1927  | Parijs                           |
| Cozette                                                                                | 1926-1927  | Parijs                           |
| Créanche                                                                               | 1899-1906  | Courbevoie                       |
| Crespelle (M. Crespele)                                                                | 1906-1924  | Parijs / Tours                   |
| Crochat                                                                                | 1905-1912  |                                  |
| Croissant                                                                              | 1920-1922  |                                  |
| Cros                                                                                   | ...        |                                  |
| Crouan                                                                                 | 1897-1905  | Parijs                           |
| Cruseniers                                                                             | 1922-1924  |                                  |
| C.T.A.-Arsenal                                                                         | 1947-1948  |                                  |
| Cusset                                                                                 | 1896       | Levallois-Perret                 |
| C.V.R. - Couverchel                                                                    | 1905-1907  |                                  |
| CyberCars et CyberMove                                                                 | 2004       | Antibes - Juan-les-Pins          |
| CyCab (INRIA, Institut National de Recherche en Informatique et Automatique)           | 1998       |                                  |
| Cyclauto (Compagnie Française de Cyclauto)                                             | 1920-1922  | Suresnes                         |
| Cyclone                                                                                | 1898-1900  |                                  |
| Cyrano (Richard Popp, brevet Elie Lacoste)                                             | 1898-1900  |                                  |

## D
| Dacix                                                                                        | 1920-1923  | Martinville             |
| Dalifol                                                                                      | 1895-1899  | Parijs                  |
| Dalifol & Thomas (usine Dulac)                                                               | 1898-1900  | Montreuil sous Bois     |
| Dalila                                                                                       | 1921-1924  | Courbevoie              |
| Dallas (Grandin)                                                                             | ...        |                         |
| Damaizin & Pujos - Dux                                                                       | 1910       |                         |
| Automobiles Dangel (Henri Dangel)                                                            | ...-heden  | Sentheim                |
| Danvignes, ook wel Rémi-Danvignes                                                            | 1937-1939  | Parijs                  |
| d'Anzin                                                                                      | ...        |                         |
| Darl'Mat (Emile)                                                                             | 1936-1950  |                         |
| Darmont, ook wel Darmont-Morgan (R. Darmont, Morgan Frankrijk)                               | 1921-1940  | Courbevoie              |
| Darracq, ook wel Darracq-Galadiator (Alexandre Darracq)                                      | 1895-1930  | Suresnes                |
| Darracq-Serpollet                                                                            | 1905-1908  | Parijs                  |
| Darras                                                                                       | 1893-1895  |                         |
| Darzens                                                                                      | ...        |                         |
| Dassault Cleanova                                                                            | 2004       |                         |
| Dauba                                                                                        | 1921-1924  | Courbevoie              |
| d'Aux (R. d'Aux)                                                                             | 1921-1925  | Parijs                  |
| David & Bourgeois (P. Gautier)                                                               | 1898-1901  | Parijs                  |
| D.B. (Charles Deutsch en René Bonnet)                                                        | 1938-1962  | Champigny-sur-Marne     |
| Debacour                                                                                     | 1910-1925  | Parijs                  |
| Debage (Claude)                                                                              | 1924-1927  | Clichy                  |
| Debannoy                                                                                     | 1920-1921  |                         |
| de Bazelaire                                                                                 | 1908-1926  | Parijs                  |
| Debba Decimas                                                                                | 1898-1900  |                         |
| Debeau                                                                                       | 1895-1897  |                         |
| De Boisse (Denis)                                                                            | 1901-1904  | Parijs                  |
| De Bourmont                                                                                  | 1892-1895  |                         |
| Decauville (ex-Guédon)                                                                       | 1898-1911  | Évry-Petit-Bourg        |
| De Cézac                                                                                     | 1925-1928  | Périgueux               |
| Dechaux                                                                                      | 1949-1950  | Parijs                  |
| Deckert                                                                                      | 1901-1904  | Parijs                  |
| De Clercq (Benoit De Clercq)                                                                 | ...-heden  | Provins                 |
| de Coster                                                                                    | 1900-1903  | Parijs                  |
| de Coucy                                                                                     | 1925-1948  |                         |
| De Dietrich & Cie                                                                            | 1896-1914  | Lunéville / Niederbronn |
| De Dion-Bouton (Albert de Dion, Georges Bouton et Trépardoux)                                | 1881-1932  | Puteaux                 |
| Déesse                                                                                       | 1899-1902  |                         |
| de Failletours                                                                               | 1898-1900  |                         |
| Defi (Sterling)                                                                              | ...        |                         |
| de France                                                                                    | 1920-1924  | Vierzon, Cher           |
| De Fremond Automobiles                                                                       | ...        |                         |
| de Groubard                                                                                  | 1926-1930  |                         |
| Deguingand (M. Violet, ex-Vinot-Deguigand)                                                   | 1927-1930  | Puteaux                 |
| Dehanneau                                                                                    | 1902-1904  |                         |
| de la Chapelle                                                                               | 1910-1914  | Saint-Chamond           |
| De la Chapelle, ook wel D.L.C. (Xavier de la Chapelle)                                       | 1978-heden | Brignais                |
| de la Duchère                                                                                | 1901-1910  | Lyon                    |
| Delage, ook wel S.A.F.A.D. (Société Anonyme Française des Automobiles Delage) (Louis Delage) | 1905-1954  | Levallois / Courbevoie  |
| Delahaye (Emile Delahaye)                                                                    | 1894-1954  | Tours / Parijs          |
| Delamare-Deboutteville (ook Delamare-Deboutteville-Malandin)                                 | 1883-1887  | Rouen                   |
| de la Myre-Mory                                                                              | 1910-1914  | Neuilly-sur-Seine       |
| Delaugère et Clayette Frères                                                                 | 1900-1930  | Orléans                 |
| Delaunay-Belleville (Pierre et Robert Delaunay-Belleville)                                   | 1905-1948  | Saint Denis             |
| Delfosse et Cie                                                                              | 1922-1926  | Marly-les-Valenciennes  |
| de Léotard                                                                                   | ...        |                         |
| Delpeuch                                                                                     | 1919-1922  |                         |
| Delta (M. de Coloange)                                                                       | 1905-1914  | Puteaux                 |
| de Marçay                                                                                    | 1920-1922  | Parijs                  |
| Demeester (L. Demeester)                                                                     | 1906-1914  | Courbevoie              |
| De Mesmey (Abeille - A.M.)                                                                   | 1905-1912  | Saint-Quentin           |
| Denis de Boisse                                                                              | 1900-1904  |                         |
| Depasse                                                                                      | 1923-1924  |                         |
| Derby (B. Montet)                                                                            | 1921-1936  | Orléans                 |
| de Riancey                                                                                   | 1898-1901  |                         |
| de Sanzy                                                                                     | 1924       | Parijs                  |
| Deschamps                                                                                    | 1910-1914  | Parijs                  |
| Deschaux (Charles)                                                                           | ...        |                         |
| Deshais                                                                                      | 1950-1952  | Parijs                  |
| Desmoulins                                                                                   | 1918-1922  | Parijs                  |
| d'Espagnat-Diedericht                                                                        | 1913-1914  | Parijs                  |
| Desprez                                                                                      | 1925-1927  | Rijsel                  |
| Desrosiers                                                                                   | 1910-1912  |                         |
| Destrac (Jean-Bernard)                                                                       | 1971       | Landiras                |
| Desvigny De Mataper                                                                          | 1900-1901  |                         |
| De Vassiaux                                                                                  | 1899-1901  |                         |
| Dewald                                                                                       | 1902-1926  | Boulogne-Billancourt    |
| Dexter                                                                                       | 1906-1909  | Lyon                    |
| D.F.P. - Doriot, Flandrin et Parent                                                          | 1905-1928  | Courbevoie              |
| D.F.R. (Desert et de Font-Renault)                                                           | 1924       |                         |
| Dhumbert                                                                                     | 1921-1930  | Voiron                  |
| Diable                                                                                       | 1921-1924  | Parijs                  |
| Diamant (La Française - Hammond-Mouter)                                                      | 1901-1907  | Parijs                  |
| Didier                                                                                       | 1900-1902  |                         |
| Diederichs                                                                                   | 1912-1914  | Charpentes (Rhône)      |
| Diligeon                                                                                     | 1898-1901  |                         |
| Dinin                                                                                        | 1904-1907  | Puteaux                 |
| Doctoresse (Gaillardet)                                                                      | 1899-1902  | Parijs                  |
| Dolo (BDG - Brun, Dolo et Galtier)                                                           | 1946-1947  | Puteaux                 |
| Dolores                                                                                      | 1905-1906  | Parijs                  |
| Dommartin (voorheen SEFAC)                                                                   | 1947-1948  |                         |
| Donnet-Zedel (Jéröme Donnet)                                                                 | 1918-1926  | Neuchâtel - Pontarlier  |
| Donnet, Zedel-Donnet (Jérôme Donnet, ex-Zedel)                                               | 1924-1936  | Nanterre                |
| Donnet-Contin                                                                                | 1935-1936  | Neuilly-sur-Seine       |
| D.O.P.                                                                                       | 1905-1906  |                         |
| Doré, ook wel Doré & Buissou                                                                 | 1898-1901  | Levallois-Perret        |
| Dorey                                                                                        | 1906-1913  | Parijs                  |
| Dorigny - L'Inséparable                                                                      | 1898       |                         |
| Dragon                                                                                       | 1913-1914  | Sancerre                |
| Draulette et Catois                                                                          | 1897       |                         |
| Dreschmotor                                                                                  | 1936-1937  |                         |
| Drouet et Gauchet                                                                            | 1930-1931  |                         |
| D.S.P.L. (Pierre D'Hespel)                                                                   | 1910-1914  | Prémesques              |
| D.S.R. (Donnadieu, Saussard et Robert)                                                       | 1908-1909  | Parijs                  |
| Dubois                                                                                       | 1903-1905  |                         |
| DS Automobiles                                                                               | 2015       |                         |
| Dubonnet                                                                                     | 1935       |                         |
| Dubonnet (A.)                                                                                | 1932-1938  | Courbevoie              |
| Dubray (Henry)                                                                               | 1901       | Parijs                  |
| Ducommun                                                                                     | 1902-1906  | Mulhouse                |
| Ducroiset (Hercules)                                                                         | 1897-1900  | Grenoble                |
| du Furand                                                                                    | 1907-1908  |                         |
| Duguesclin                                                                                   | 1930-1931  |                         |
| Duhanot                                                                                      | 1907-1908  |                         |
| Dumas                                                                                        | 1899-1902  | Parijs                  |
| Dumont                                                                                       | 1912-1913  | Asnières-sur-Seine      |
| Duport (Guy)                                                                                 | ...        |                         |
| Dupressoir (Paul Dupressoir - Rolling)                                                       | 1900-1914  | Maubeuge                |
| Durey-Sohy (voorheen Hanzer)                                                                 | 1903-1904  | Parijs                  |
| Duriez                                                                                       | 1942-1948  | Parijs                  |
| D'Yrsan (Raymond de Siran de Cavanac)                                                        | 1923-1930  | Asnières-sur-Seine      |

## E
| Eclair (Lebeau et Cordier)                                                          | 1920-1925 | Courbevoie          |
| Eclipse (Bonard et Fesscher)                                                        | 1899-1902 | Parijs              |
| E.H.P. (Etablissements Henri Précloux)                                              | 1921-1930 | Courbevoie          |
| Elan (carrosserie Kellner)                                                          | 1898-1905 | Parijs              |
| Eldin et Lagier                                                                     | 1900-1905 | Lyon                |
| Electra (P. Faure)                                                                  | 1941-1942 |                     |
| Electraph                                                                           | 1941-1942 | Nice                |
| Electricar (M. Couaillet)                                                           | 1920-1921 | Parijs              |
| Electricia (Contal)                                                                 | 1901      |                     |
| Electrociclo                                                                        | 1945-1946 |                     |
| Electrocyclette (A.É.M.)                                                            | ...       |                     |
| Electrogenia (voorheen Champrobert)                                                 | 1903-1905 | Levallois-Perret    |
| Electrolette                                                                        | 1941-1943 | Nice                |
| Electromobile (automerk uit 1898) - Compagnie Française des Voitures Electromobiles | 1898-1900 | Parijs              |
| Electromobile (automerk uit 1900) (René Legros et Albert Meynier)                   | 1900-1901 |                     |
| Electromobile (automerk uit 1906)                                                   | 1906-1908 |                     |
| Electromotion                                                                       | 1899-1908 | Parijs              |
| Electromotion                                                                       | 1900-1909 | Neuilly-sur-Seine   |
| Electron                                                                            | 1907-1908 |                     |
| Electronic La Saetta                                                                | 1955      |                     |
| Electro-Renard                                                                      | 1943-1946 |                     |
| Elfe (MM Eugène et Mauve)                                                           | 1920-1925 | Parijs              |
| Elgé (Roger Louis Maleyre)                                                          | 1920-1925 | Bordeaux            |
| Elkin et Lagnier                                                                    | 1900-1905 | Lyon                |
| Elysée (M.Bonnet)                                                                   | 1921-1925 | Parijs              |
| Emeraude                                                                            | 1913-1914 |                     |
| Emile Pillain (Pillain)                                                             | 1930-1935 | Levallois           |
| Enders (M. Violet)                                                                  | 1911-1923 |                     |
| Energil                                                                             | 1899-1902 | Parijs              |
| E.N.V.                                                                              | 1908      | Courbevoie          |
| Eole (J.B. Blement)                                                                 | 1898-1901 | Parijs              |
| Eolia                                                                               | 1920-1923 | Neuilly-sur-Seine   |
| Epalle                                                                              | 1910-1914 | Saint-Étienne       |
| Epsilonne                                                                           | 1910-1912 | Saint-Étienne       |
| Erad (Société d'Etudes et de Réalisation du Douaisis)                               | 1990      | Aniche              |
| E.R.E. - Engin Electrique Roulant                                                   | 1993      |                     |
| Erca Auto                                                                           | ...       |                     |
| Erus                                                                                | ...       |                     |
| Charles Escoffery                                                                   | 1925      |                     |
| Esculape (Union Automobile de Parijs)                                               | 1898-1902 |                     |
| Eudelin                                                                             | 1905-1908 | Parijs              |
| Eureka - Victoria-Combination (Société Parijsienne)                                 | 1899-1903 | Parijs              |
| Eureka                                                                              | 1906-1908 | La Garenne-Colombes |
| Européen                                                                            | 1899-1903 | Parijs              |
| E.V.M.                                                                              | 1908-1910 | Parijs              |
| Exau (MM Kolbac et J. Muller)                                                       | 1922-1924 | Parijs              |
| Excelsior                                                                           | 1907      | Bourgoin            |
| Exel Véhicules Electriques                                                          | 1994-1995 | Alby-sur-Chéran     |
| Exo'Kit                                                                             | 1988-...  | Le Cuing            |
| Express                                                                             | 1906-1908 | Rijsel              |

## F
| F.A.C. (Victrix)                                                              | ...       |                           |
| Facel Vega (Forges et Ateliers de Construction d'Eure et Loire, Jean Daninos) | 1954-1964 | Parijs                    |
| Fageot                                                                        | 1899-1901 |                           |
| F.A.L. (Coll'habert et Sénéchal)                                              | 1907      | Saint-Cloud               |
| Faitot                                                                        | 1913-1914 |                           |
| Farcot                                                                        | 1921-1922 |                           |
| Farcot et Olivier                                                             | 1907      | Parijs                    |
| Farman (Henry farman)                                                         | 1902      |                           |
| Farman frères (Henri et Maurice Farman)                                       | 1919-1931 | Boulogne-Billancourt      |
| Farman et Buissou                                                             | 1899-1901 | Parijs                    |
| Fasto                                                                         | 1924-1931 | Puy-de-Dôme               |
| Faugère - Cohin et Dangleterre                                                | 1898-1902 | Corbeil                   |
| Camille Faure et Jules Raffard                                                | 1880-1881 |                           |
| Faure (P.)                                                                    | 1941-1947 | Parijs                    |
| Favel                                                                         | 1941-1943 | Marseille                 |
| Féron et Vibert                                                               | 1900-1910 | Soissons                  |
| Feuillette                                                                    | 1936-1937 | Parijs                    |
| Fidelia (Vap.)                                                                | 1906-1908 | Angers                    |
| Filtz                                                                         | 1899-1908 | Neuilly-sur-Seine         |
| Fisson (L. Fisson)                                                            | 1895-1906 | Parijs                    |
| F.L. (H. de la Fresnaye)                                                      | 1908-1914 | Parijs / Levallois-Perret |
| Flux                                                                          | ...       |                           |
| Fonck (René Fonck, usine Fraysse Unieux)                                      | 1921-1925 | Bordeaux / Unieux         |
| Fonlupt                                                                       | 1919-1924 | Levallois-Perret          |
| Ford Frankrijk (Société Française Ford)                                       | 1920-1940 | Bordeaux / Asnières       |
| Ford Frankrijk - Matford (Ford SAF - Matthis)                                 | 1934-1940 | Straatsburg               |
| Ford Frankrijk (Société Française Ford)                                       | 1947-1954 | Poissy                    |
| Fordinette JD (M. Depreux)                                                    | 1922-1923 | Levallois-Perret          |
| Fortier                                                                       | 1898      |                           |
| Foucher & Delachanal                                                          | 1898-1901 | Parijs                    |
| Fouillaron                                                                    | 1900-1914 | Parijs                    |
| Fournier                                                                      | 1913-1925 |                           |
| Fournier-Marcadier                                                            | 1963-...  | Lyon                      |
| Fox                                                                           | 1910-1923 | Neuilly-sur-Seine         |
| F.R.                                                                          | 1922-1925 | Parijs                    |
| Fraignac                                                                      | 1922-1923 |                           |
| France-Violette                                                               | 1911-1912 |                           |
| Francon                                                                       | 1922-1925 |                           |
| Frangar (M. Rutishauser)                                                      | 1907      | Parijs                    |
| French Electrical Power Storage (Riffard)                                     | 1883      |                           |
| Froussart                                                                     | 1907      | Charleville               |

## G
| Gabriel (Ets G. Campana)                                                                                        | 1912-1914 |                                       |
| Gaillardet | 1898-1901 |                                       |
| Galba (M. Violet)                                                                                               | 1929-1931 | Courbevoie                            |
| Gallet-Ltasse                                                                                                   | ...       |                                       |
| Gallia - Société L'Electrique et Société Française d'Automobiles Electriques SFAE                               | 1898      |                                       |
| Gallia | 1903-1908 | Parijs                                |
| Gallica | 1920-1924 |                                       |
| Galliot (Norbert Galliot)                                                                                       | 1908      |                                       |
| Galy | 1954-1956 |                                       |
| G.A.M. | ...       |                                       |
| Gamage (Lacoste & Battman)                                                                                      | ...       |                                       |
| Gamma - Gamma-Hebe                                                                                              | 1914-1922 | Courbevoie                            |
| G.A.R. (M. Gardahaut)                                                                                           | 1922-1931 | Clichy / Asnières                     |
| Garcin (B.G.S.)                                                                                                 | 1898-1903 |                                       |
| Gardner-Serpollet - Serpollet-Gardner (Léon Serpollet et Franck Gardner)                                        | 1898-1907 |                                       |
| Gâteau | ...       |                                       |
| Gateau International                                                                                            | 1982      |                                       |
| Gautier (Ch. Gauthier)                                                                                          | 1902-1907 | Courbevoie                            |
| Gauthier | 1903-1929 | La Garenne-Colombes-Blois             |
| Gautier-Wehrle (Société Continentale d'Automobiles)                                                             | 1894-1904 |                                       |
| G.C. (Guyot et Cie)                                                                                             | 1908      |                                       |
| Gelas | 1902-1904 |                                       |
| G.E.M. (Léonce Girardot)                                                                                        | 1906-1910 | Puteaux                               |
| Genestin | 1926-1929 |                                       |
| George Irat | 1921-1946 | Chatou / Neuilly / Levallois          |
| Georges-Richard - Richard-Brasier (Georges et Max Richard)                                                      | 1897-1905 |                                       |
| Georges Roy | 1906-1929 |                                       |
| G.E.P. | 1913-1914 |                                       |
| Gérald | 1920-1923 |                                       |
| Gérin (J.) | 1920-1924 |                                       |
| Giesberger | 1921-1922 |                                       |
| Gillet-Forest                                                                                                   | 1900-1908 | Saint-Cloud                           |
| Girard (F.) | 1913-1919 |                                       |
| Givaudan | 1900-1910 |                                       |
| Gladiator (Alexandre Darracq - ook wel Auroc in Groot-Brittannië, Opgericht door Clément / Clediaber en Talbot) | 1896-1920 | Parijs - Le Pré-Saint-Gervais         |
| G.M. (Gendron et Michelot)                                                                                      | 1924-1928 |                                       |
| GMCC (General Motor Car Company)                                                                                | 1903      |                                       |
| G.N. Frankrijk (Salmson)                                                                                        | 1919-1922 | Boulogne-sur-Seine                    |
| G.N.-Giovanelii (ex-GN Frankrijk)                                                                               | 1922-1923 |                                       |
| Gnôme | 1907      |                                       |
| Gnôme & Rhône                                                                                                   | 1919-1920 |                                       |
| Goassant | 1898-1900 |                                       |
| Gobron-Brillié (Gobron et Eugène Brillié)                                                                       | 1893-1913 | Boulogne-sur-Seine / Levallois-Perret |
| Gobron | 1914-1926 | Boulogne-sur-Seine / Levallois        |
| Godefroy | 1908-1912 |                                       |
| Godet Triauto                                                                                                   | 1919      |                                       |
| Gojet | 1920-1925 |                                       |
| Gordine | 1950-1951 |                                       |
| Gordini (Amédée Gordini)                                                                                        | 1936-1957 |                                       |
| Goret | 1898      |                                       |
| Goujon | 1896-1901 |                                       |
| Goutailler | 1899-1901 |                                       |
| G.P.M. | ...       |                                       |
| G.R.A.C. | 1971      |                                       |
| Gracile | 1906-1907 |                                       |
| Graff (Jean) | 1926-1928 | Lyon / Issy-les-Moulineaux            |
| Grand Garage Lecourbe                                                                                           | ...       |                                       |
| Grandin (Societe des Automobiles Grandin)                                                                       | ...       |                                       |
| Gras (Jean) | 1924-1927 | Issy-les-Moulineaux                   |
| Gravis | 1920-1922 |                                       |
| Grazide | 1926-1928 |                                       |
| Green Propulsion                                                                                                | 2002      |                                       |
| Grégoire (J.A. Grégoire)                                                                                        | 1902-1923 |                                       |
| Grégoire - Hotchkiss-Grégoire (J.A. Grégoire)                                                                   | 1945-1962 | Asnières-sur-Seine                    |
| Gilles Greuet                                                                                                   | ...       |                                       |
| Griffon | 1906-1924 | Courbevoie                            |
| Grivel | 1897      |                                       |
| Grossot | 1899-1900 |                                       |
| Grouesy | 1923-1924 |                                       |
| Grousset | ...       |                                       |
| Grouvelle et Arquembourg                                                                                        | ...       |                                       |
| G.R.P. (Georges et René Fol)                                                                                    | 1924-1930 |                                       |
| Guédon - Voiturette (Guédon et Cornilleau)                                                                      | 1897-1900 |                                       |
| Guérin | 1924-1928 |                                       |
| Guérin-De Coucy                                                                                                 | 1948      |                                       |
| Guerraz | 1901-1903 |                                       |
| Guerry et Bourguignon                                                                                           | 1907      |                                       |
| Guilick | 1914-1930 | Maubeuge                              |
| Guillemin | 1906-1908 |                                       |
| Guillern | 1909-1910 |                                       |
| Gustave Bariaud                                                                                                 | ...       |                                       |
| Guy (J. Lamy)                                                                                                   | 1904-1907 |                                       |
| Guyot Spéciale (Albert Guyot)                                                                                   | 1925-1930 |                                       |

## H
| Hainsellin                                                             | 1911-1914 | Saint-Cloud                      |
| Hammond Mouter (La Française Diamant)                                  | 1912-1913 | Parijs                           |
| Hanzer                                                                 | 1900-1902 | Petit-Ivry                       |
| Harding (H.J. Harding)                                                 | 1912      |                                  |
| Harlé et Cie                                                           | 1910-1914 | Parijs                           |
| Harris-Léon Laisne (ex-Léon-Laisne)                                    | 1927-1937 | Nantes                           |
| Hautier                                                                | 1899-1905 | Parijs                           |
| Hébert et Nicolas                                                      | 1903-1910 | Levallois-Perret                 |
| Hedea (M. Accary)                                                      | 1912-1924 | Parijs                           |
| Heilmann                                                               | 1897-1900 | Le Havre                         |
| Heinis (M. Heinis)                                                     | 1925-1930 | Neuilly-sur-Seine                |
| Helbé (",LB" voor Lévêcque et Bodenreiter)                             | 1905-1907 | Boulogne                         |
| Helica                                                                 | 1920-1922 |                                  |
| Helvetia (Jacques Fischer-Hinnen)                                      | 1898-1900 | Combs-la-Ville                   |
| Henou (M. Henou, motoren van Guilick)                                  | 1923      | Parijs / Maubeuge                |
| Henriod (Charles-Edouard Henriod)                                      | 1898-1911 | Neuilly-sur-Seine                |
| Henry Bauchet (voorheen-l'Ardennais)                                   | 1900-1904 | Rethel                           |
| Henry-Dubray                                                           | 1901      | Parijs                           |
| Hérald                                                                 | 1900-1906 | Levallois-Perret                 |
| Hercules (Ducroiset)                                                   | 1897-1900 |                                  |
| Héres                                                                  | 1910      | Parijs                           |
| Hersot Hélice                                                          | 1920-1924 | Limours                          |
| Heuliez                                                                | ...       |                                  |
| Hibon                                                                  | 1905-1906 |                                  |
| Hinstin (M. Hinstin, ateliers- SUP de Mézières et Guilick de Maubeuge) | 1921-1926 | Parijs                           |
| H.I.S.A.                                                               | 1906-1907 |                                  |
| Hispano-Suiza                                                          | 1911-1918 | Levallois-Perret / Bois-Colombes |
| H.L. (H.L.A. Hainsellin)                                               | 1911-1924 | Saint-Cloud                      |
| Hobbycar SA                                                            | ...       |                                  |
| Horne et De La Buire                                                   | ...       |                                  |
| Hornmobile                                                             | 1912      |                                  |
| Horse-Shoe (Glaenzer & Cie)                                            | 1908      | Parijs                           |
| Hotchkiss (Benjamin Hotchkiss)                                         | 1903-1954 | Saint Denis                      |
| Hotchkiss-Grégoire - Grégoire (J.A. Grégoire)                          | 1945-1962 | Asnières-sur-Seine               |
| Huascar                                                                | 1930-1932 | Courbevoie                       |
| Huffit                                                                 | 1914      |                                  |
| Hugot                                                                  | 1897-1905 |                                  |
| Hurtu - Compagnie des Cycles et Automobiles Hurtu                      | 1896-1934 | Parijs / Rueil                   |

## I
| I.A. Confortable                              | 1920      |                      |
| Ibis                                          | 1907-1908 | Levallois-Perret     |
| Idéal                                         | 1923-1927 | Nantes               |
| Immisch                                       | 1894-1897 |                      |
| Impétus (Max Hertel)                          | 1897-1900 | Pornichet-Plage      |
| Impar                                         | 1925-1928 | Le Havre             |
| Induco (M. Van der Heyden, Marguerite broers) | 1922-1924 | Puteaux              |
| Industria                                     | 1913-1914 | Boulogne-Billancourt |
| Inter                                         | 1953-1956 | Lyon                 |
| Ipsi                                          | 1920-1921 | Asnières-sur-Seine   |
| Irat (Michel - Chaigneau-Brasier)             | 1929-1932 | Parijs               |
| Irat (Sté Chérifienne)                        | 1951-1952 | Parijs               |
| Ispano-Francia (M. Pelladoux)                 | 1920-1921 | Biarritz             |
| Itasse                                        | 1900-1902 |                      |
| Ivry                                          | 1906-1907 | Ivry                 |
| Ivry                                          | 1912-1914 | Ivry                 |

## J
| Jack Enders - Mourre (Antoine Mourre, licentie van Major-Viollet) | 1919-1922  | Asnières-sur-Seine     |
| Jack Sport (Corbeau)                                              | 1925-1930  | Parijs                 |
| Jackson (Lacoste & Battman)                                       | ...        |                        |
| Jacquelin                                                         | 1904-1906  |                        |
| Jacquemin                                                         | 1874-1878  |                        |
| Jacquemont                                                        | 1920-1925  | Parijs                 |
| Jacquet                                                           | ...        |                        |
| Jacquot                                                           | ...        |                        |
| Janémian                                                          | 1920-1923  | Bièvres                |
| Janoir                                                            | 1921-1922  | Saint Ouen             |
| Janvier                                                           | 1903-1904  | Parijs                 |
| Janvier et Sabin                                                  | 1924-1926  | Châtillon-sous-Bagneux |
| J.B. Automobiles                                                  | ...        |                        |
| J.D.M. - SA Simpa                                                 | 1955-heden | Avrillé                |
| Jean-Bart (voorheen Prosper-Lambert)                              | 1907-1908  |                        |
| Jeantaud (Charles Jeantaud)                                       | 1893-1906  | Parijs                 |
| J.E.C.                                                            | ...        |                        |
| J.G. Sport (Janvier & Goupy)                                      | 1922-1923  |                        |
| Jicey                                                             | 1947-1948  |                        |
| Jidé (Jacques Durand)                                             | 1969-...   | Châtillon-sur-Thouet   |
| Jiei-Laval                                                        | 1900-1902  |                        |
| Joel                                                              | 1899-1902  |                        |
| Joëls                                                             | 1921-1923  |                        |
| Jou                                                               | 1901-1905  |                        |
| Jouffret (Demeester)                                              | 1920-1926  | Suresnes / Colombes    |
| Jourdain                                                          | 1920-1921  | Tours                  |
| Jousset                                                           | 1924-1928  | Bellac, Haute-Vienne   |
| Jouve                                                             | 1913-1914  | Parijs                 |
| Jouvie                                                            | 1913-1914  | Parijs                 |
| J.P. (Prunello broers)                                            | 1905       | Puteaux                |
| J.-P. Wimille (Jean-Pierre Wimille)                               | 1946-1949  |                        |
| Julien                                                            | 1920-1926  | Blois                  |
| Julien                                                            | 1946-1950  | Parijs                 |
| Juzan                                                             | 1897       |                        |

## K
| Kellner                                | 1896      |                                   |
| Kevah (Muller, Allen-Sommer et Robert) | 1920-1924 | La Garenne-Colombes               |
| Kiddy (Jacques Bignan)                 | 1921-1922 | Parijs                            |
| Klaus                                  | 1894-1899 |                                   |
| Klein                                  | 1926-1927 |                                   |
| Knap (Georgia)                         | 1898-1909 | België (Luik)/ Frankrijk (Troyes) |
| Koch                                   | 1897-1901 |                                   |
| Koechlin                               | 1910-1913 | Courbevoie                        |
| Korauto SA                             | ...       | Levallois-Perret                  |
| Korn et Latil (Latil)                  | 1901-1902 |                                   |
| Krieger                                | 1895-1909 | Parijs                            |

## L
| Labbé SA                                                                | ...        | Lamballe                 |
| Labor (ateliers Weyher et richmond pour Clèves et Chevallier)           | 1907-1912  | Neuilly-sur-Seine        |
| Labourdette                                                             | 1910-1912  | Parijs                   |
| La Buire (Société de l'Homme et de la Buire)                            | 1906-1930  | Lyon                     |
| La Cigogne                                                              | 1921-1924  | Parijs                   |
| La Claudine (Winckler et Lumière)                                       | ...        | Lyon                     |
| La Colombe                                                              | 1921-1922  | Colombes                 |
| Lacombe                                                                 | 1910-1912  |                          |
| La Confortable                                                          | 1920       |                          |
| Lacoste & Battman                                                       | 1897-1913  | Levallois                |
| Lacour (ex-Lurquin et Coudert)                                          | 1912-1914  | Parijs                   |
| Lacroix de Laville - La Nef                                             | 1901-1906  | Agen                     |
| La Diva                                                                 | 1901-1905  | Parijs                   |
| La Diva                                                                 | 1900-1902  |                          |
| Laetitia (M. Conelli)                                                   | 1922-1923  | Asnières-sur-Seine       |
| La Fauvette                                                             | 1920-1922  | Parijs                   |
| La Fayette                                                              | 1914       | Parijs                   |
| Lafitte (Henri)                                                         | 1893-1898  | Bordeaux                 |
| Lafitte (Th.)                                                           | 1922-1928  | Gennevilliers            |
| La Flèche (Guders Jack)                                                 | 1912-1913  | Parijs                   |
| La Fleurantine                                                          | 1904-1907  | Fleurance                |
| La Française (Diamant)                                                  | 1901-1907  | Parijs                   |
| La Française - Hammond-Mouter (Diamant)                                 | 1910-1906  | Parijs                   |
| La Gallia                                                               | 1903-1908  | Parijs                   |
| La Gauloise                                                             | 1907       | Issy-les-Moulineaux      |
| La Gazelle                                                              | 1920-1922  |                          |
| Lahaussois                                                              | 1907       | Parijs                   |
| Laisne (Léon)                                                           | 1920-1927  | Nantes                   |
| La Licorne (ex-Corre-La Licorne)                                        | 1930-1948  | Courbevoie               |
| L'Alkolumine (M. Martha)                                                | 1899       | Amiens                   |
| La Lorraine (Charles Schmid)                                            | 1899-1902  | Bar-le-Duc               |
| La Louve                                                                | 1899-1901  |                          |
| La Magicienne                                                           | 1902-1905  |                          |
| La Magnétique                                                           | 1905       |                          |
| La Marne (Brun et Forest)                                               | 1919-1921  | Châlons-sur-Marne        |
| Lambert (A.)                                                            | 1900-1908  | Parijs                   |
| Lambert (Germain)                                                       | 1926-1954  | Mâon / Reims / Giromagny |
| La Mignonnette                                                          | 1900-1904  |                          |
| La Minerve                                                              | 1899-1906  | Boulogne-Billancourt     |
| La Mouche (Teste et Moret)                                              | 1898-1902  | Lyon-Vaise               |
| La Mouette (Joanny Faure)                                               | 1908-1909  | Lyon                     |
| Lamourette                                                              | 1919-1922  | Tourcoing                |
| La Nationale                                                            | 1899-1901  | Levallois-Perret         |
| Lancia Frankrijk                                                        | 1934       | Bonneuil                 |
| Landry & Beyroux - M.L.B.                                               | 1894-1902  | Parijs                   |
| La Nef (Lacroix et laville)                                             | 1899-1914  | Agen                     |
| La Parisienne                                                           | 1896-1905  | Parijs                   |
| La Perle (Louis Lefèbvre)                                               | 1913-1927  | Boulogne-Billancourt     |
| La Pintade                                                              | 1924-1927  |                          |
| La Plata                                                                | 1906       |                          |
| La Plus Simple (René Legros)                                            | 1900-1906  | Fécamp                   |
| La Ponette                                                              | 1909-1925  | Saint-Rémy-lès-Chevreuse |
| La Populaire                                                            | 1898-1900  |                          |
| Lara-Bibal                                                              | 1900-1903  | Lyon                     |
| La Radieuse (E.Marie)                                                   | 1907       |                          |
| L'Ardennais                                                             | 1901-1903  | Rethel                   |
| La Roulette                                                             | 1912-1914  | Courbevoie               |
| La Sirène (usine Fernandez)                                             | 1900-1902  | Parijs                   |
| Laspougeas                                                              | 1896-1898  |                          |
| Latil                                                                   | 1899-1927  | Suresnes                 |
| La Torpille                                                             | 1913-1913  | Annonay                  |
| La Torpille                                                             | 1919-1924  | Saumur                   |
| La Touraine                                                             | 1899-1901  | Parijs                   |
| La Traction Aérienne                                                    | 1921-1926  | Neuilly-sur-Seine        |
| Laurent-Lavé                                                            | ...        |                          |
| L'Automatisme                                                           | 1906       |                          |
| L'Automotrice - Radia (Henri Popp, Société française d'Automobiles)     | 1898-1904  | Bergerac / Parijs        |
| La Va Bon Train                                                         | 1904-1914  | Agen                     |
| Lavalette                                                               | ...        |                          |
| Laviator                                                                | 1910-1914  | Suresnes                 |
| Lavie (A. Lavie)                                                        | 1904-1907  | Parijs                   |
| La Vireuil                                                              | 1899-1901  |                          |
| Lavo                                                                    | 1907-1908  | Suresnes                 |
| La Voiture Electronique (Jarret broers)                                 | 1968-1975  |                          |
| La Voiturette                                                           | ...        |                          |
| Le Baron                                                                | 1929-1930  | Parijs                   |
| Le Blant                                                                | 1892-1896  |                          |
| Le Blon (broers) (Lynx)                                                 | 1898       |                          |
| Lebrun                                                                  | 1896-1906  | Montaigne                |
| Le Cabri                                                                | 1924-1925  | Asnières-sur-Seine       |
| l'Eclair                                                                | 1907-1908  | Parijs                   |
| Lecocq                                                                  | ...        |                          |
| Lecombe                                                                 | 1906-1907  |                          |
| Lecourbe                                                                | 1921-1930  |                          |
| Leda                                                                    | 1907-1908  | Parijs                   |
| Le Diable                                                               | 1922-1924  | Parijs                   |
| Le Dauphin                                                              | 1941-1942  | Parijs                   |
| Le Favori                                                               | 1921-1923  | Parijs                   |
| Legendre                                                                | 1899-1901  |                          |
| Legrand (A.)                                                            | 1912-1914  | Parijs                   |
| Legras et Goyet                                                         | ...        |                          |
| Legros (René Legros)                                                    | 1900-1913  | Fécamp                   |
| Le Gui (Guillemain)                                                     | 1906-1914  |                          |
| L'Electrique                                                            | 1906-1907  |                          |
| L'Elégante (J.B. Mercier)                                               | 1903-1907  | Parijs                   |
| L'Elysée (Henry Whitlock Ltd)                                           | 1903       | Parijs                   |
| Le Mehari (M. Reynaud)                                                  | 1920-1922  | Nouzonville              |
| Lemaître et Grand                                                       | 1922-1926  |                          |
| Le Métais                                                               | 1904-1910  | Levallois-Perret         |
| Le Mistra (Ets Mj)                                                      | 1920-1924  | Neuilly-sur-Seine        |
| L'Energie                                                               | 1899-1902  | Parijs                   |
| Lenfant                                                                 | 1901-1903  | Saint-Dizier             |
| Le Nivet                                                                | 1947       |                          |
| Lenoir (Etienne Lenoir)                                                 | 1862-1864  | Parijs                   |
| L'Enviable                                                              | 1900-1904  |                          |
| Léo (Léon Lefèbvre)                                                     | 1897-1898  |                          |
| Léon Buat                                                               | 1901-1908  | Senlis                   |
| Léon Laisné                                                             | 1910-1926  | Nantes                   |
| Léon Max (Classic)                                                      | 1922-1928  | Parijs                   |
| Léon Paulet                                                             | 1921-1927  | Marseille                |
| Léon Rambert                                                            | 1935-1936  | Clermont-Ferrand         |
| Lepape                                                                  | 1898-1901  |                          |
| Le Passe-Partout                                                        | 1905-1910  | Levallois-Perret         |
| Le Piaf                                                                 | 1950-1952  | Livry-Gargan             |
| Le Play                                                                 | 1951-1952  | Livry-Gargan             |
| Lepoix (Louis)                                                          | 1973       | Enghien-les-Bains        |
| Le Poney                                                                | ...        |                          |
| Le Pratic                                                               | 1907-1909  | Parijs                   |
| Le Roitelet                                                             | 1921-1924  | Parijs                   |
| Le Roll (Delaune-Bergé-Boudène)                                         | 1921-1923  | Parijs                   |
| Leroy (MM Leroy et Violet)                                              | 1927-1928  | Courbevoie               |
| Lespinasse                                                              | 1908-1910  |                          |
| Le Tigre                                                                | 1920       | Asnières-sur-Seine       |
| Levère-Portal (M. Levère-Portals)                                       | 1907       |                          |
| Levenn                                                                  | 1899-1901  |                          |
| Levrault                                                                | 1908-1910  | Niort                    |
| Leyat                                                                   | 1912-1930  | Meursault                |
| Leyat                                                                   | 1913-1925  |                          |
| Le Zèbre (J. Salomon et Lamy)                                           | 1910-1931  | Parijs                   |
| L.F.                                                                    | ...        | Suresnes                 |
| Liberia (G. Dupont)                                                     | 1899-1902  | Le Plessis-Trévise       |
| Automobiles Ligier (Guy Ligier)                                         | 1969-heden | Vichy                    |
| Lion, ook wel Lion-Peugeot (Robert Peugeot, de zoon van Peugeot broers) | 1904-1914  | Beaulieu-Valentigney     |
| L'Intermédiaire                                                         | 1900-1902  | Parijs                   |
| Linzelu (Luguet et Kléber)                                              | 1895-1905  |                          |
| L.M. (Charles L. Lawrence)                                              | 1912-1914  | Mézières                 |
| Loechner, Ville et Cie                                                  | 1907-1909  |                          |
| Lohéac                                                                  | 1950-      | Grand-Couronne           |
| Lombard (A. Lombard)                                                    | 1927-1929  | Puteaux                  |
| Longchamp                                                               | 1935-1939  |                          |
| Lorraine-Dietrich - Lorraine (ex-De Dietrich)                           | 1908-1940  |                          |
| Lorthoy-Mistigry                                                        | 1899-1901  | Parijs                   |
| Loubière                                                                | 1950-1957  | Parijs                   |
| Louet et Badin                                                          | 1903-1908  | Parijs / Auxerre         |
| Louis Chenard                                                           | 1920-1932  | Colombes                 |
| Louvet                                                                  | 1908-1914  |                          |
| Loyal                                                                   | 1900-1902  |                          |
| L.S.A.                                                                  | ...        | Veron                    |
| Luap (La Mignonnette)                                                   | 1900-1904  |                          |
| Luc Court                                                               | 1899-1936  | Lyon                     |
| Lufbery (Charles-Edouard Lufbery)                                       | 1898-1902  | Chaunay                  |
| Lugiy                                                                   | 1920-1922  | Courbevoie               |
| Luizelier et Cie                                                        | ...        |                          |
| Lunant                                                                  | 1900-1914  | Lyon                     |
| Lurquin-Coudert                                                         | 1907-1914  | Parijs                   |
| Lutèce (Ets G. Cochot)                                                  | 1906-1908  | Colombes                 |
| Lutier                                                                  | 1897       |                          |
| L'Utilitaire                                                            | 1907-1909  |                          |
| Luxior - Etablissements Berthaud et Moreau (P.E. Moreau)                | 1912-1915  | Vincennes                |
| Lynx (Le Blon)                                                          | 1898       |                          |
| Lyra (ABIS - Microcar)                                                  | 1992       |                          |
| Lys (Fernand Marx)                                                      | 1908-1909  | Parijs                   |

## M
| M.A.B. (Malicé et Blin)                                                         | 1898-1925  | Aubervilliers                     |
| M.A.D.                                                                          | 1919       | Levallois-Perret                  |
| Madou                                                                           | 1922-1926  | Parijs                            |
| Madoz-Propulcycle                                                               | 1921       | Nanterre                          |
| Mag (Ets Petit et Morin)                                                        | 1924-1929  | Lyon                              |
| Magali (Ets Gayon et Cie)                                                       | 1904-1906  | Levallois-Perret                  |
| Mahonet                                                                         | 1905-1907  |                                   |
| Mailiary                                                                        | 1900-1903  | Puteaux                           |
| Maillard (Aquila)                                                               | 1900-1903  |                                   |
| Maison Parijsienne (M. Laboure, ingénieur Serex)                                | 1897-1900  |                                   |
| Majestic (MM Gadoux et Lelong)                                                  | 1926-1930  | Parijs                            |
| Majola                                                                          | 1907-1928  | Saint-Denis / Chatou              |
| Major (M. Violet)                                                               | 1919-1921  | Parijs                            |
| Malicé et Blin (M.A.B.)                                                         | 1898-1925  | Aubervilliers                     |
| Malinge et Leulan                                                               | 1898-1900  |                                   |
| Malliary                                                                        | 1901       | Puteaux                           |
| Mal-Ter                                                                         | 1905-1908  |                                   |
| Manocar                                                                         | 1951-1953  | Saint Ouen                        |
| Manon - Mohawk-Manon (M. Chaigneau)                                             | 1903-1905  | Parijs                            |
| Marathon (Rosengart)                                                            | 1954-1955  |                                   |
| Marcadier (André)                                                               | 1970       |                                   |
| Marchandon                                                                      | 1924-1926  | Juvisy                            |
| Marden (Teddy Maison)                                                           | 1975       | Neuilly - Offranville             |
| Margaria (J. Margaria)                                                          | 1910-1912  | Parijs                            |
| Marguerite-Indulco-Cora-Madou-Morano-Marguerite (Marguerite broers)             | 1920-1928  | Courbevoie                        |
| Marider                                                                         | 1895-1898  |                                   |
| Marie de Bagneux (M. Marie de Bagneux)                                          | 1907       |                                   |
| Marland                                                                         | ...        | Issy-les-Moulineaux               |
| Marlborough (T.B. André, châssis Malicet & Blin)                                | 1906-1926  |                                   |
| Marot-Gardon et Cie                                                             | 1898-1904  | Corbie                            |
| Marquez                                                                         | 1930       |                                   |
| Martin                                                                          | 1907       | Saint-Germain-en-Laye             |
| Martin Automobiles (Groeges Martin)                                             | ...        | Olonne-sur-Mer                    |
| Martin-Lethimonnier - Sultan (Martin et Lethimonnier)                           | 1903-1910  | Parijs                            |
| Martin Spéciale                                                                 | 1953-1954  |                                   |
| Martini Frankrijk                                                               | ...        |                                   |
| Martin-Lehtimonnier                                                             | 1903-1910  | Parijs                            |
| Marvel                                                                          | 1905-1908  | Parijs                            |
| Macscot                                                                         | 1906       |                                   |
| M.A.S.E. (Manufacture d'Automobiles, d'Outillage et de Cycles de Saint-Etienne) | 1921-1925  | Saint-Étienne                     |
| Mass (L. Pierron, importateur M. Mass-Hornimann, GB)                            | 1903-1923  |                                   |
| Matford (Henri Ford et Emile Mathis)                                            | 1934-1940  | Straatsburg                       |
| Victor Mathieu                                                                  | 1899       |                                   |
| Mathis (Emile E.C. Mathis)                                                      | 1904-1950  | Duitsland/Frankrijk (Straatsburg) |
| Matra (Matra Automobiles, voorheen René Bonnet)                                 | 1965-2002  | Romorantin                        |
| Matthey-Martin                                                                  | 1922-1924  | Parijs                            |
| Mauve                                                                           | 1920-1924  | Levallois-Perret                  |
| Max                                                                             | 1920-1926  | Boulogne-Billancourt              |
| Maximag Frankrijk (Motosacoche - Dufaux broers)                                 | 1925-1927  | Lyon                              |
| M.D. (Marcel Dubois)                                                            | 1953-1954  |                                   |
| Mega                                                                            | ...        | Aix-les-Bains                     |
| Mégy (L. Mégy)                                                                  | 1901-1903  | Parijs                            |
| Ménard (Paul)                                                                   | 1923       | Parijs                            |
| Mendelssohn et Cie (M. Mendelssohn-Bartholdy, Passy-Thellier)                   | 1907-1910  | Levallois-Perret                  |
| Ménegault-Basset                                                                | 1907-1909  |                                   |
| Méran et Gervais                                                                | 1901-1905  |                                   |
| Messier                                                                         | 1926-1930  | Montrouge                         |
| Météor                                                                          | 1949-1952  | Franse bezettingszone             |
| Métropole                                                                       | 1898-1900  |                                   |
| Métropolitaine (M. Jannel)                                                      | ...        | Parijs                            |
| Meyer (GN)                                                                      | 1913       | Reims                             |
| M.G.R. (P. Morin & Cie)                                                         | 1906-1908  | Suresnes                          |
| Michel (Aviation)                                                               | 1926-1928  | Straatsburg                       |
| Michel Hommel (Automobiles)                                                     | ...        | Lohéac                            |
| Michelin - PSI                                                                  | 2004       |                                   |
| Michel Irat (Chaigneau-Brasier)                                                 | 1929-1932  | Parijs                            |
| Michel-Un                                                                       | 1925-1928  | Neuilly-sur-Seine                 |
| Microcar - Département automobile des Constructions Nautiques Janneau           | 1980-heden | Les Herbiers                      |
| Micron - Motocar (M. Jany)                                                      | 1925-1930  | Toulouse                          |
| Mieusset                                                                        | 1903-1914  | Lyon-Monplaisir                   |
| Mignonette (Wherlé & Godard-Demarest)                                           | 1900       | Neuilly                           |
| Mignonette LUAP (Paul Legendre)                                                 | 1898-1900  | Bordeaux                          |
| Mildé et Mondos - Mildé                                                         | 1898-1909  | Parijs                            |
| Mildé-Gaillardet                                                                | 1906-1909  | Levallois-Perret                  |
| Mildé-Krieger                                                                   | 1941-1943  | Courbevoie                        |
| Millet                                                                          | ...        |                                   |
| Millot                                                                          | 1901-1902  | Gray                              |
| Mini-Comtesse                                                                   | 1973-...   | Angers                            |
| Minima (Victor Bouffort)                                                        | 1973-...   | Parijs                            |
| Minitronic                                                                      | 1971       | Parijs 16e                        |
| Mira                                                                            | 1906-1907  |                                   |
| M.L.B. - Landry & Beyroux                                                       | 1894-1902  | Parijs                            |
| M.N.                                                                            | 1919-1920  | Neuilly                           |
| Mochet (Charles) - CM                                                           | 1922-1950  | Saint-Ouen                        |
| Mohawk-Manon - Manon (M. Chaigneau)                                             | 1903-1905  | Parijs                            |
| Moiia et Cie                                                                    | 1920-1921  | Parijs                            |
| M.O.M.                                                                          | 1906-1908  | Parijs                            |
| Monet-Goyon                                                                     | 1921-1928  | Mâcon                             |
| Mongrédien et Bernier                                                           | 1898-1902  |                                   |
| Monica (J. Tastevin)                                                            | 1969-1978  | Saint-Étienne                     |
| Monitor                                                                         | 1920-1922  | Suresnes                          |
| Monnard                                                                         | 1899       |                                   |
| Monocab (J. Citroën)                                                            | 1953-1954  |                                   |
| Monocar                                                                         | 1936-1939  | Parijs                            |
| Monopole                                                                        | 1946-1948  | Poissy                            |
| Monopole                                                                        | 1948-1951  | Parijs                            |
| Monoto                                                                          | ...        |                                   |
| Monotrace (Société française du Morgan Monotrace)                               | 1925-1927  |                                   |
| Monrémy                                                                         | 1907-1908  |                                   |
| Montauban-Marchandier                                                           | 1897-1900  | Saint-Quentin                     |
| Montcorgé (Scarabée)                                                            | 1971       | Champanges                        |
| Montier & Gillet                                                                | 1897       |                                   |
| Montier Spéciale (Montier père et fils)                                         | 1919-1935  | Levallois                         |
| Morain et Sylvestre (M.S.)                                                      | 1922-1925  | Courbevoie                        |
| Morano-Marguerite - Indulco - Madou - Marguerite (Marguerite broers)            | 1920-1928  | Courbevoie                        |
| Morel et Gérard                                                                 | 1897       |                                   |
| Moreny                                                                          | 1907-1908  | Parijs-Montmartre                 |
| Morin (MGR)                                                                     | 1906-1908  | Suresnes                          |
| Morisse                                                                         | 1898-1914  | Étampes                           |
| Morris - Léon Bollée                                                            | 1923-1934  | Le Mans                           |
| Mors (Emile et Louis Mors)                                                      | 1895-1926  | Parijs                            |
| Mors électriques                                                                | 1940-1945  | Parijs                            |
| Mot et Saralegui                                                                | 1899-1903  |                                   |
| Motobloc (Schaudel et Emile Dombre)                                             | 1902-1931  | Bordeaux                          |
| Motocar - Micron (M. Jany)                                                      | 1925-1930  | Toulouse                          |
| Motocar (Robert de Rovin)                                                       | 1946-...   | Colombes, Seine                   |
| Mototri Contal                                                                  | 1907-1908  | Parijs                            |
| Motte et Cie                                                                    | 1906-1908  | Levallois-Perret                  |
| Mouette                                                                         | 1921-1924  | Parijs                            |
| Mouilleseaux et Tarrisse                                                        | 1906-1907  |                                   |
| Moultte                                                                         | 1900-1902  |                                   |
| Mourre - Jack Enders (Antoine Mourre, licence Major-Viollet)                    | 1920-1924  | Parijs                            |
| Moutete (MM Van der Eyken, Hurian et Vigy)                                      | 1922-1925  | Parijs                            |
| Mouvel                                                                          | 1906-1907  |                                   |
| M.P. (J.E.H. Monypeny)                                                          | 1908-1909  |                                   |
| M.S. (MM Morain et Sylvestre puis Martin et Blanco)                             | 1922-1925  | Courbevoie                        |
| M.T.R.A.-Wavecrest Laboratories - Romorantin                                    | 2005       |                                   |
| Multimaco (Racing Buggy)                                                        | 1971       | Courbevoie                        |
| Mura                                                                            | 1906-1907  |                                   |
| Mutel et Cie                                                                    | 1901-1906  | Parijs                            |

## N
| Nailleau                     | 1899-1910 | Longjumeau         |
| Nancéenne (Sté)              | 1900-1903 |                    |
| Napoléon (Lacoste & Battman) | ...       | Levallois          |
| Napoleon (Bernard Neave)     | 1903      |                    |
| Naphtolette                  | 1899      |                    |
| Nardini                      | 1914      |                    |
| Nègre & Ruffin               | 1896-1897 |                    |
| Néo                          | 1922-1927 | Blois              |
| New-Map (Rolux)              | 1947-1952 | Lyon               |
| Niclause (J. et A. Niclause) | 1906-1914 | Parijs             |
| Noël (L.)                    | 1912-1925 | Courbevoie         |
| Noël                         | 1920-1925 | Brienne-le-Château |
| Noël Bénet                   | 1900      | Offranville        |
| Nordenfeldt (Cliford Earp)   | 1906-1910 |                    |
| Nultier                      | 1925-1927 |                    |

## O
| Obus (A. Souriau)                                                   | 1907-1910 | Montoire-sur-le-Loir |
| Octo (Ets L. Vienne)                                                | 1920-1928 | Courbevoie           |
| Oettinger-Trendel                                                   | ...       | Rosenwiller          |
| Omega (Kreutzberger broers)                                         | 1900      | Parijs               |
| Oméga-Six (Daubeck - Boyriven)                                      | 1922-1930 | Boulogne-Billancourt |
| Omnium (Reyrol)                                                     | 1910-1914 | Levallois-Perret     |
| Onfray                                                              | 1900-1905 | Parijs               |
| O.P. - Phrixus (M. Oppenheim)                                       | 1924-1931 | Levallois-Perret     |
| Optima                                                              | ...       |                      |
| Oreca SA                                                            | ...       | Toulon               |
| Orel                                                                | 1905-1914 | Parijs / Argenteuil  |
| Orial - Office de Représentation Industrielle et Automobile de Lyon | 1922-1924 | Lyon                 |
| Otto - Société Générale des Voitures Automobiles Otto               | 1901-1914 | Parijs 15e           |
| Ours                                                                | 1905-1912 | Parijs               |
| Ouzou                                                               | 1900-1901 | Parijs               |
| OvOBike (Gilles Martinn vélo)                                       | 2005      |                      |

## P
| Palladium - Twickenham                                 | 1912-1925  |                                 |
| Pan American (Antoine Mourre)                          | ...        | Parijs                          |
| Panhard et Levassor (René Panhard, Emile Levassor)     | 1890-1967  | Ivry-sur-Seine / Parijs         |
| Panthère (M. Bogey)                                    | 1920-1925  | Parijs                          |
| Panthère (ex-Monica de J. Tastevin)                    | 1976       |                                 |
| Pantz                                                  | 1900-1901  | Pont-à-Mousson                  |
| Papillon                                               | 1904       | Parijs                          |
| Papillon                                               | 1921       | Parijs                          |
| Paravant                                               | 1905-1908  |                                 |
| Parent                                                 | 1906-1913  | Maisons-Alfort                  |
| Parent et Lacroix                                      | 1899-1902  | Villefranche-sur-Saône          |
| Paris-Rhône                                            | 1948-1949  |                                 |
| Paris-Singer                                           | 1899-1902  | Suresnes                        |
| Parvillé                                               | 1927-1929  | Parijs                          |
| Parvula                                                | 1910-1911  | Saint-Germain-en-Laye           |
| Pascal (baron Henri de Rotschild)                      | 1901-1903  | Parijs                          |
| Passe-Partout - Reyrol                                 | 1901-1930  | Neuilly / Levallois-Perret      |
| Passy-Thellier (Mendelssohn)                           | 1903-1907  | Neuilly / Levallois-Perret      |
| Patin                                                  | 1898-1901  | Parijs                          |
| Patin et Becquillard                                   | 1900       |                                 |
| Patri                                                  | 1923-1926  | Parijs                          |
| Paulet (Léon)                                          | 1921-1927  | Marseille                       |
| Paul Frères                                            | 1921-1924  | Parijs                          |
| Paul Ménard                                            | 1923       | Parijs                          |
| Pavie                                                  | 1905-1906  |                                 |
| Pax                                                    | 1907-1909  | Suresnes                        |
| Paynaud                                                | ...        |                                 |
| Pégase                                                 | 1923-1925  | Bois-Guilbert                   |
| Peillon                                                | 1899-1901  |                                 |
| Penelle (C.)                                           | 1900-1902  | Melun                           |
| Perreau                                                | 1921       | Epinay                          |
| Pestourie et Planchon                                  | 1921-1922  | Parijs                          |
| Petit                                                  | 1908-1909  |                                 |
| Petit Tarare                                           | ...        |                                 |
| Petitgars, Prat et Carabin                             | 1898-1900  | Morlaix                         |
| Petitjean et Sévette                                   | ...        |                                 |
| Automobiles Peugeot (Jean-Pierre Peugeot)              | 1889-heden | Beaulieu / Audincourt / Sochaux |
| P.G.                                                   | 1921       |                                 |
| P.G.O. Automobiles SA                                  | ...-heden  | Le Creusot                      |
| Phébus (Noël Boyer)                                    | 1898-1903  | Suresnes                        |
| Phénix (Prunel broers, Dumas et Cie, ex-Prunel)        | 1911-1914  | Puteaux                         |
| Philos (Société des Automobiles Philos)                | 1912-1923  | Lyon                            |
| Phrixus - O.P. (M. Oppenheim)                          | 1924-1931  | Levallois-Perret                |
| Picker-Janvier                                         | 1910-1920  | Courbevoie                      |
| Pierre Roy                                             | 1902-1909  | Montrouge                       |
| Pierron (L. Pierron, ex-Mass)                          | 1912-1923  | Courbevoie                      |
| Pilain (François Pilain)                               | 1894-1898  | Lyon                            |
| Pilain - Slim-Pilain (François Pilain)                 | 1902-1920  | Lyon                            |
| Pimat                                                  | 1906-1907  |                                 |
| Pinède                                                 | 1898       |                                 |
| Piron                                                  | 1898-1900  |                                 |
| Pivot                                                  | 1904-1908  | Puteaux                         |
| Plasson                                                | 1910       | Parijs-Montmartre               |
| Pluton                                                 | 1900-1902  | Levallois-Perret                |
| Polycarters (G. de Teyrac)                             | 1971-...   | Sorigny                         |
| Poncin                                                 | 1981-...   | Tournes                         |
| Ponsard-Ansaloni - Brulé                               | 1896-1901  |                                 |
| Ponts-Moteurs                                          | 1912-1913  | Parijs                          |
| Popp (R. Popp)                                         | 1898-1900  | Parijs                          |
| Populaire                                              | 1899       |                                 |
| Poron                                                  | 1898       |                                 |
| Porquerolles (ex-La Voiture Electronique)              | 1972       |                                 |
| Porthos                                                | 1903-1914  | Billancourt                     |
| Portland                                               | 1913       |                                 |
| Potin et Régulart                                      | 1898-1900  |                                 |
| Potterat                                               | 1941-1942  | Parijs                          |
| Pouchain (Paul Pouchain)                               | 1897-1900  | Armentières                     |
| Poupard                                                | 1910-1913  |                                 |
| Pretot (licence Kýhlstein-Vollmer)                     | 1896-1899  |                                 |
| Prima - Prima-Lux (Léon Lefèbvre)                      | 1906-1909  | Levallois-Perret                |
| Prod'homme                                             | 1907-1908  | Ivry-Port                       |
| Propulcycle (Madoz)                                    | 1921       | Nanterre                        |
| Prosper-Lambert                                        | 1901-1906  | Nanterre                        |
| Prova Frankrijk Automobiles                            | ...        | Donnery                         |
| Provincial                                             | 1905       |                                 |
| Prunel (Prunel broers, Dumas et Cie)                   | 1900-1907  | Puteaux                         |
| Prunello (J.P.)                                        | 1905       | Puteaux                         |
| Py (André Py - Compagnie des Automobiles du Sud-Ouest) | 1899-1900  | Lyon                            |

## Q
| Quentin                       | 1908-1912 | Levallois-Perret |
| Quo Vadis (Laurent et Touzet) | 1899-1902 | Lyon             |
| Quo Vadis                     | 1921-1923 | Courbevoie       |

## R
| Raboeuf                                                                      | 1909-1914  | Amiens                     |
| Radia - Automotrice (Henri Popp, Société française d'Automobiles)            | 1898-1904  | Bergerac / Parijs          |
| Radia-Ramus                                                                  | 1900-1905  |                            |
| Radia                                                                        | 1907-1908  | Levallois-Perret           |
| Radior (M. Chapolard)                                                        | 1920-1922  | Bourg-en-Bresse            |
| Raffard                                                                      | 1881-1890  |                            |
| Ragot                                                                        | ...        | Bordeaux                   |
| Raherdftle & Bruneau                                                         | 1905       |                            |
| Rally                                                                        | 1921-1933  | Colombes                   |
| Rambert                                                                      | 1935-1937  | Clermont-Ferrand           |
| Ramus (broers)                                                               | 1900-1901  | Chambéry                   |
| Raouval                                                                      | 1899-1902  | Anzin                      |
| Ratier                                                                       | 1925-1930  | Montrouge                  |
| Ravaillier                                                                   | 1907       |                            |
| Ravel (Joseph Ravel)                                                         | 1868       | Levallois-Perret           |
| Ravel (L. Ravel)                                                             | 1900-1902  | Neuilly-sur-Seine          |
| Ravel (M. Gérard, Société Anonyme des Automobiles Ravel)                     | 1922-1928  | Besançon                   |
| Rayet-Lienard et Cie                                                         | 1906-1909  | Reims                      |
| Raymond                                                                      | 1924-1926  | Parijs                     |
| Rebour - Catalonia                                                           | 1905-1908  | Puteaux                    |
| Régal (O.C. Selbach, Londres)                                                | 1903-1904  | Parijs                     |
| Régina (Société d'Electrique)                                                | 1903-1908  | Parijs                     |
| Régina                                                                       | 1921-1925  | Parijs                     |
| Réginette (Brigg & Stratton Flyer)                                           | 1920-1921  | Parijs                     |
| Regner (D. Regner)                                                           | 1905-1908  | Parijs                     |
| Reinhard                                                                     | 1910-1914  | Lyon                       |
| Renault SA (Louis Renault, ex-R.N.U.R. - Régie Nationale des Usines Renault) | 1898-heden | Boulogne-Billancourt       |
| Renault-ENSIEG (École Supérieure des Ingénieurs Electriciens de Grenoble)    | 1992-1997  |                            |
| Renaux (L'énergie)                                                           | 1900-1902  | Parijs                     |
| René Bonnet                                                                  | 1962-1965  | Champigny-sur-Marne        |
| Reva (Raoul Panenti) - Nice                                                  | 1987       |                            |
| Révélation                                                                   | 1922-1925  | Parijs                     |
| Revol (J.-F. Revol)                                                          | 1922-1926  | Fontenay-aux-Roses         |
| Reyonnah (Ets Hannoyer)                                                      | 1951-1954  | Parijs                     |
| Reyrol - Passe-Partout                                                       | 1901-1930  | Neuilly / Levallois-Perret |
| R.H. (Raymond Holbet)                                                        | 1920       | Rueil                      |
| R.H. (M. Hébert)                                                             | 1926-1927  | Levallois-Perret           |
| Rheda                                                                        | 1897-1898  | Saint-Cloud                |
| Rhône                                                                        | 1947-1948  | Lyon                       |
| Riancey (De) et Gevin                                                        | 1898-1901  |                            |
| Richard (G.)                                                                 | 1899-1906  |                            |
| Richard-Brasier (Georges Richard - H. Brasier)                               | 1901-1906  | Parijs / Ivry-Port         |
| Riegel                                                                       | 1902-1904  | Parijs                     |
| Rip                                                                          | 1908-1914  | Rive-de-Gier               |
| Ripert                                                                       | 1899-1904  | Marseille                  |
| River (Baja River)                                                           | 1971       | Parijs 11e                 |
| Rivierre (ex-Motori-Contal)                                                  | 1912-1913  |                            |
| Rivoire-Marx                                                                 | 1921-1922  |                            |
| Roadster Car                                                                 | ...        | Le Havre                   |
| Robail                                                                       | 1925-1927  |                            |
| Robinet (F.)                                                                 | ...        | Nantes                     |
| Robur                                                                        | 1928-1929  |                            |
| Rocaboy - Rocaboy-Kircher (Marcel Rocaboy et Georges Kircher)                | 1972       |                            |
| Roche-Brault et Cie                                                          | 1898-1902  | Parijs                     |
| Rochet - Rochet-Petit (brevet Edouard Rossel)                                | 1899-1905  | Parijs                     |
| Rochet                                                                       | 1907       | Albert                     |
| Rochet Frères                                                                | 1898-1901  | Lyon                       |
| Rochet-Schneider                                                             | 1894-1932  | Lyon                       |
| Roger - Roger-Benz (Emile Roger, Ets Roger-Benz)                             | 1888-1896  | Parijs                     |
| Roland (cycles Albert)                                                       | 1907       |                            |
| Roll                                                                         | 1922-1923  |                            |
| Rolland-Pilain                                                               | 1905-1931  | Tours                      |
| Rolling (Dupressoir)                                                         | 1905-1914  | Maubeuge                   |
| Rolux (New-Map)                                                              | 1938-1952  | Lyon                       |
| Ronteix                                                                      | 1907-1914  | Parijs                     |
| Rosengart - S.I.O.P. (Lucien Rosengart)                                      | 1928-1955  | Neuilly / Parijs           |
| Lucien Rosenkranz - Alsace                                                   | 1991       |                            |
| Rosier (L.) - Brissoneau                                                     | 1956-1958  | Creil                      |
| Rossel                                                                       | 1896-1899  | Rijsel                     |
| Rossel                                                                       | 1903-1926  | Sochaux                    |
| Rouart Frères                                                                | 1878-1900  | Parijs                     |
| Roulleau et Pilat                                                            | 1900-1903  | Parijs                     |
| Roussel                                                                      | 1908-1914  | Charleville-Mézières       |
| Roussey frères                                                               | 1949-1951  | Meudon                     |
| Rousson                                                                      | 1910-1914  | Feurs                      |
| Routelec (Philippe Leclère, scooter)                                         | 2003       |                            |
| Rouxel                                                                       | 1899-1900  |                            |
| Rovin (Robert De Rovin)                                                      | 1946-1951  | Saint Denis                |
| Rovin (Raoul de Rovin)                                                       | 1946-1959  |                            |
| Roy (Georges)                                                                | 1908-1929  | Bordeaux                   |
| Roy (P.)                                                                     | 1900-1907  | Montrouge                  |
| Royal Sport                                                                  | 1930-1931  |                            |
| Ruby                                                                         | 1910-1922  | Levallois-Perret           |
| Rupalley et Rouxel                                                           | 1898-1900  |                            |
| Ryjan (Henry Janssen - M. Grillet)                                           | 1920-1926  | Chatou / Nanterre          |

## S
| SA Sovra-LM                                                                                     | ...       | Corbeilles-en-Gâtinais        |
| Sage                                                                                            | 1900-1906 | Parijs                        |
| Saiga                                                                                           | 1910-1912 | Poitiers                      |
| Salleron                                                                                        | 1901-1906 | Parijs                        |
| Salmot                                                                                          | 1906-1908 |                               |
| Salmson (Société des Moteurs Salmson)                                                           | 1921-1957 | Boulogne-Billancourt          |
| Salvert                                                                                         | 1904-1907 |                               |
| Sanchis (Enrique Sanchis)                                                                       | 1906-1912 | Courbevoie                    |
| Sandford (Malcom Stuart Sandford)                                                               | 1922-1939 | Parijs                        |
| Sans Chocs-Lambert (Germain)                                                                    | 1926      | Mâon                          |
| Santax                                                                                          | 1922-1927 | Parijs                        |
| Sap                                                                                             | 1914-1920 | Lyon                          |
| S.A.R.A. - Société des Applications du Refroidissement par Air                                  | 1923-1930 | Courbevoie / Puteaux          |
| S.A.S.                                                                                          | 1927-1928 | Parijs                        |
| S.A.T.A.M.                                                                                      | 1941-1943 | La Courneuve                  |
| Satme                                                                                           | ...       |                               |
| Sautel et Séchard                                                                               | 1903      | Gentilly                      |
| Sautter-Harlé                                                                                   | 1907-1912 | Parijs                        |
| S.B.M. (Bernard Maingret)                                                                       | ...       | Pont-de-Vaux                  |
| S.C.A.P. (Société de Constructions Automobiles - J. Margaria et Launay)                         | 1912-1929 | Boulogne-Billancourt - Parijs |
| S.C.A.R. (Société de Construction Automobile de Reims - ex-Rayet-Lienard et Cie)                | 1906-1915 | Reims                         |
| Schaudel                                                                                        | 1897-1902 | Bordeaux                      |
| Schmid                                                                                          | 1923-1926 | Annecy                        |
| Schmidlin                                                                                       | 1925-1927 | Parijs                        |
| Schmidt                                                                                         | 1896-1898 | Parijs                        |
| Schmidt                                                                                         | 1910-1911 | Saint-Quentin                 |
| Scora (Jacques Durand)                                                                          | 1974-...  | Lapleau                       |
| Scott                                                                                           | 1912      | Parijs                        |
| Scotte                                                                                          | 1894-1900 | Lyon                          |
| Secma (Fun-Tech)                                                                                | ...-heden | Aniche                        |
| Secqueville-Hoyau                                                                               | 1919-1924 | Gennevilliers                 |
| Secrétant                                                                                       | 1890-1892 |                               |
| S.E.E.R. - Société Européenne des Electromobiles Rochelaises - La Rochelle                      | 1986      |                               |
| Select                                                                                          | 1920      | Parijs                        |
| S.E.M.                                                                                          | ...       |                               |
| Sénéchal (Robert Sénéchal)                                                                      | 1921-1929 | Courbevoie / Gennevilliers    |
| Sensaud De Lavaud (M. Sensaud de Lavaud, S.E.T.)                                                | 1926-1928 | Parijs                        |
| Serf (Robert Serf)                                                                              | 1927-1930 | Colombey-les-Belles           |
| Serin                                                                                           | 1899      |                               |
| Serpollet (Léon Serpollet)                                                                      | 1887-1898 | Parijs-Montmartre             |
| Serpollet-Gardner - Gardner-Serpollet (Léon Serpollet et Franck Gardner)                        | 1898-1907 | Parijs-Montmartre             |
| S.F.A.-B.G.V. (Société Française d'Automobiles et d'Aviation)                                   | 1912      | Orléans                       |
| S.F.R.                                                                                          | ...       | Parijs                        |
| S.I.C.A.M. (Société Industrielle de Construction d'Automobiles et de Moteurs - Marcel Violet)   | 1919-1922 | Pantin                        |
| S.I.D.E.A (Société Industrielle des Etablissements Automobiles, Demeester)                      | 1921-1923 | Charleville-Mézières          |
| S.I.D.E.A.-Jouffret (Société Industrielle des Etablissements Automobiles)                       | 1923-1926 | Charleville-Mézières          |
| Sigma                                                                                           | 1911-1928 | Levallois-Perret              |
| Sigma-Knight                                                                                    | 1912-1914 |                               |
| Silva-Coroner (M. Silva-Coroner)                                                                | 1926-1928 |                               |
| S.I.M.A.-Standard (Société Industrielle de Matériel Automobile - Emile Dombret)                 | 1929-1932 | Courbevoie                    |
| S.I.M.A.-Violet (Société Industrielle de Matériel Automobiles - Marcel Violet)                  | 1924-1929 | Courbevoie                    |
| Simca - Société Industrielle de Mécanique et de Carrosserie Automobile (Henri-Théodore Pigozzi) | 1934-1970 | Nantes / Poissy               |
| Simca-Chrysler (Chrysler Frankrijk, ex-Simca)                                                   | 1977-1979 | Parijs / Poissy               |
| Simca Fulgur                                                                                    | 1958      |                               |
| Simplex                                                                                         | 1920-1921 |                               |
| Simplicia (Lacoste & Battman)                                                                   | 1910-1914 |                               |
| Sinpar                                                                                          | 1907-1914 | Courbevoie                    |
| Sinpar                                                                                          | 1971      | Colombes                      |
| S.I.O.P. - Société Industrielle de l'Ouest Parijsien (Rosengart)                                | 1945-1955 | Colombes                      |
| Siscart                                                                                         | 1908-1909 |                               |
| Six (Gadoux)                                                                                    | 1923-1927 |                               |
| Sixcyl (Paul Chenu, ateliers Bréguet)                                                           | 1907-1908 | Parijs                        |
| Sizaire-Berwick (Maurice Sizaire, F.W. Berwick)                                                 | 1913-1930 |                               |
| Sizaire Frères (Maurice et Georges Sizaire)                                                     | 1923-1929 | Courbevoie                    |
| Sizaire-Naudin (Maurice et George Sizaire)                                                      | 1905-1921 | Parijs                        |
| Skriva                                                                                          | 1922-1924 | Parijs                        |
| Sky (Société Internationale de Macanique et de Construction)                                    | 1919-1921 | Issy-les-Moulineaux           |
| Slim-Pilain (François Pilain - Société Lyonnaise d'Industrie Mécanique et Automobile)           | 1918-1920 | Lyon                          |
| Société Ancienne d'Automobile et de Traction (Bardon)                                           | 1898-1905 | Parijs / Puteaux              |
| Société Française d'Automobiles (voorheen Automotrice)                                          | 1903-1907 | Parijs                        |
| Société Française d'Automobiles Electriques (Opperman)                                          | 1898-1901 | Parijs                        |
| Société Française Des Ponts Moteurs                                                             | 1900-1905 | Parijs                        |
| Société Générale des Voitures Automobiles (Compagnie Française des Moteurs à Gaz)               | 1900      |                               |
| Sofravel                                                                                        | 1949-1950 |                               |
| Solanet (comte Solanet)                                                                         | 1915-1921 |                               |
| Sole (J.B. Blement)                                                                             | 1898-1901 | Parijs                        |
| Solignac                                                                                        | 1900-1904 | Parijs                        |
| Soncin                                                                                          | 1900-1902 |                               |
| Sored (Caraïbe)                                                                                 | 1971      | Champigny-sur-Marne           |
| Soriano-Pedroso                                                                                 | 1919-1924 | Biarritz                      |
| Souriau et Travers                                                                              | 1910-1914 | Montoire                      |
| Sovam                                                                                           | 1964-1970 | Parthenay                     |
| Sovel                                                                                           | 1954      |                               |
| Sovra LM                                                                                        | 1971-...  | Corbeilles-en-Gâtinais        |
| S.P.A.G. (MM Simile et Péquignot)                                                               | 1927-1928 | Asnières-sur-Seine            |
| Speedwell (Lacoste & Battman)                                                                   | ...       | Levallois                     |
| Sphinx (MM Forster et Terrier)                                                                  | 1912-1925 | Courbevoie / Asnières         |
| Sphinx-Globe                                                                                    | 1912-1914 |                               |
| Sphringe                                                                                        | 1898-1901 |                               |
| Spidos                                                                                          | 1921-1925 | Lyon                          |
| Spma                                                                                            | 1908-1910 | Courbevoie                    |
| S.P.O. - Société Française du Petit Outillage                                                   | 1908-1911 | Clichy                        |
| Springel                                                                                        | 1901      |                               |
| Stabilia (M. Vrad)                                                                              | 1907-1930 | Suresnes                      |
| Steel (Lochner, Willem et Cie)                                                                  | 1907      | Meudon                        |
| Stela                                                                                           | 1941-1948 | Villeurbanne                  |
| Stephane Poux Automobiles                                                                       | ...       | Garches                       |
| Stimula                                                                                         | 1907-1914 | Saint-Chamond                 |
| Stimula (Xavier De La Chapelle)                                                                 | 1980      | Saint-Chamond                 |
| Suère (J. Suère)                                                                                | 1905-1931 | Parijs                        |
| Sultan - Martin-Lethimonnier (Martin et Lethimonnier)                                           | 1903-1910 | Parijs                        |
| Suncar                                                                                          | 1980      |                               |
| Sunset Design                                                                                   | ...       |                               |
| S.U.P. (Société des Usines de Paquis)                                                           | 1919-1922 | Mézières                      |
| Super (Levêque de Ruby)                                                                         | 1912-1914 | Levallois-Perret              |
| Supercarbon (Gérard Jumeaux)                                                                    | 1992      |                               |
| Super-Perreau                                                                                   | 1923-1925 |                               |
| S.V.E. - Société des Véhicules Electriques (Heuliez)                                            | 2004      |                               |
| Svelte                                                                                          | 1906-1907 | Saint-Étienne                 |
| S.V.P.                                                                                          | 1905-1906 | Parijs                        |
| Swan (M. Bloch, Bloch et Cie)                                                                   | 1922-1923 | Neuilly-sur-Seine             |
| Sylphe (Société d'Etudes et de Réalisations des Automobiles Sylphe)                             | 1921-1922 | Neuilly                       |
| Symetric (Arbel)                                                                                | 1950-1960 | Parijs                        |

## T
| TAGA                                                                                                  | 1923      | Courbevoie                        |
| Taine - La Joyeuse                                                                                    | 1907-1909 | Asnières-sur-Seine                |
| Talbot - Talbot-Darracq - Darracq (S.T.D. - groupe Sunbeam-Talbot-Darracq, ex-Darracq)                | 1920-1932 | Suresnes / Poissy                 |
| Talbot-Lago (Anthony Lago)                                                                            | 1932-1959 | Suresnes / Poissy                 |
| Talbot (PSA, voorheen Simca)                                                                          | 1979-1982 | Poissy                            |
| T.A.M. (Société des Travaux Automobiles et Mécaniques)                                                | 1914-1926 | Courbevoie / Boulogne-Billancourt |
| Tatin (V. - Société Europénne d'Automobile)                                                           | 1898-1899 | Parijs                            |
| Tatne                                                                                                 | 1907-1908 | Taine-la-Joyeuse                  |
| Tauzin et Cie                                                                                         | 1898-1900 |                                   |
| Teilhol                                                                                               | ...       | Courpière                         |
| Teilhol, of T.V.E. (A.C.L. Teilhol - Société des Etablissements Teilhol - Teilhol Voiture Electrique) | 1971-...  | Ambert / Courpière                |
| Tenting (M. Tenting)                                                                                  | 1896-1899 |                                   |
| Terrot                                                                                                | 1910-1914 | Dijon                             |
| Teste, Moret et Cie                                                                                   | 1898-1902 |                                   |
| Tétra                                                                                                 | 1926-1928 |                                   |
| Théo Schneider (Théophile Schneider)                                                                  | 1910-1931 | Besançon / Billancourt            |
| Thieulin                                                                                              | 1907-1908 | Besançon                          |
| Tholomé (M. Tholomé)                                                                                  | 1920-1922 | Saint-Ouen / Levallois            |
| Thomson                                                                                               | 1913-1928 | Bordeaux                          |
| Thorn et Hogan                                                                                        | 1901-1902 |                                   |
| Tic-Tac                                                                                               | 1920-1923 | Puteaux                           |
| Tissandier                                                                                            | 1895-1898 |                                   |
| Tissier (Automobiles)                                                                                 | ...       | Villeneuve-le-Roi                 |
| T et M                                                                                                | 1920-1922 |                                   |
| Tolosa                                                                                                | 1919-1927 | Toulouse                          |
| Tom Pouce (MM Blanc et Guillot)                                                                       | 1920-1924 | Puteaux                           |
| Tony (Tony Bouley)                                                                                    | 1920-1921 | Parijs                            |
| Tony Humbert                                                                                          | 1902-1906 | Billancourt                       |
| Torpille                                                                                              | 1913-1924 |                                   |
| Toulouse (Able, Paul Toulouse)                                                                        | 192?      | Orgon (bij Avignon)               |
| Tourand                                                                                               | 1900-1908 | Le Havre                          |
| Tourey (J. Tourey)                                                                                    | 1898      |                                   |
| Tracford                                                                                              | 1934-1936 | Gennevilliers                     |
| Tracta (Jean-Albert Grégoire et Albert Fenaille)                                                      | 1926-1934 | Asnières-sur-Seine                |
| Traction Aérienne                                                                                     | 1921-1926 | Neuilly-sur-Seine                 |
| Train                                                                                                 | 1924-1927 | Courbevoie                        |
| Transit                                                                                               | 1903-1905 |                                   |
| Travaux Mécaniques et Automobiles                                                                     | 1912      |                                   |
| TRé-Renault                                                                                           | 1980      |                                   |
| Tribet                                                                                                | 1905-1914 | Villeneuve-la-Garenne             |
| Trident                                                                                               | 1919-1920 | Groot-Brittannië / Frankrijk      |
| Triouleyre                                                                                            | 1896-1898 |                                   |
| Troika - Augé - Cyclope                                                                               | 1897-1901 |                                   |
| Truffault                                                                                             | 1907-1908 |                                   |
| Tuar                                                                                                  | 1914-1925 | Thouars                           |
| Turcat-Méry (Léon Turcat et Simon Méry)                                                               | 1896-1928 | Marseille                         |
| Turgan-Foy (Turgan, Foy et Cie)                                                                       | 1899-1910 |                                   |
| Twickenham (ex-Palladium)                                                                             | 1913-1925 |                                   |

## U
| Ultima (Ets A Bournay, in licentie van Turicum) | 1912-1914 | Levallois-Perret |
| U.M.A.P (Camille Martin)                        | 1957-1959 | Bernon           |
| Underberg - Salvator                            | 1899-1909 | Nantes           |
| Unic (Georges Richard)                          | 1904-1939 | Puteaux          |
| Urric                                           | 1905-1906 |                  |
| Utilicar (Deshais)                              | 1954-1956 | Parijs           |
| Utilis (Ets Lafarge)                            | 1921-1925 |                  |
| Utilitaire                                      | 1907-1909 |                  |

## V
| Vacheron                                                          | 1894-1896 | Monthermé                                                 |
| VAF                                                               | 1938-1939 |                                                           |
| Vagova (Vareille et Godet)                                        | 1924-1927 | Levallois-Perret                                          |
| Vaillant                                                          | 1922-1924 | Lyon                                                      |
| Valentia (Saunier)                                                | 1907-1908 | Vernon, Eure                                              |
| Vallée (F.)                                                       | 1894-1901 | Le Mans                                                   |
| Valta                                                             | 1904-1905 |                                                           |
| Vate                                                              | 1908-1910 | Puteaux                                                   |
| Vauthier                                                          | 1911-1913 |                                                           |
| Vautrin                                                           | 1951-1952 | Parijs                                                    |
| Vauzelle et Cie (E. Vauzelle)                                     | 1902-1904 | Parijs                                                    |
| Vedovelli & Priestley                                             | 1899      |                                                           |
| A. Védrine                                                        | 1904-1910 | Neuilly-sur-Seine                                         |
| Véhel (M. et A. Dulac)                                            | 1899-1901 | Parijs                                                    |
| Velam (In licentie Isetta)                                        | ...       |                                                           |
| Vélocar Mochet (ex-C.M.)                                          | 1945-1950 | Saint Ouen                                                |
| Venturi (Automobiles)                                             | ...-heden | Couëron / Monaco                                          |
| Vermorel                                                          | 1902-1930 | Villefranche-sur-Saône                                    |
| Vernandi (Sport)                                                  | 1928-1930 | Garches                                                   |
| Verney                                                            | 1951-1953 | Le Mans                                                   |
| Vespa (Acma)                                                      | 1957-1962 | Fourchambault                                             |
| Victric (ex-Farman)                                               | 1903      |                                                           |
| Victrix                                                           | 1919-1924 | Parijs                                                    |
| Vilain                                                            | 1900-1905 | Parijs                                                    |
| Villaines-Ia-Juhel                                                | ...       |                                                           |
| Villard (M. Villard, ex-Colombe)                                  | 1925-1935 | Janville                                                  |
| Vinet                                                             | 1900-1904 | Neuilly-sur-Seine                                         |
| Vinot et Deguingand                                               | 1920-1926 | Puteaux / Nanterre                                        |
| Violet-Bernardet                                                  | 1950-1951 | Parijs                                                    |
| Violet-Bogey (Marcel Violet, M. Bogey)                            | 1912-1921 | Parijs                                                    |
| Violette (Marcel Violet)                                          | 1910-1922 | Levallois-Perret                                          |
| Viqueot                                                           | 1905      | Verenigde Staten (Long Island City) / Frankrijk (Puteaux) |
| Viratelle (C.)                                                    | 1922-1927 | Lyon                                                      |
| Virus (Garage Renouvier)                                          | 1930-1935 | Parijs                                                    |
| Vitrac-Dugelay                                                    | 1899-1900 |                                                           |
| Voisin (Avions Gabriel Voisin)                                    | 1919-1939 | Issy-les-Moulineaux                                       |
| Voisin (Marc)                                                     | ...       | Livet                                                     |
| Voiturette - Guédon (Guédon et Cornilleau)                        | 1897-1900 | Bordeaux                                                  |
| Volta (S.E.E.R. - Société Européenne des Automobiles Rochelaises) | 1991      | Périgny-La Rochelle                                       |
| Voltor                                                            | 1922-1925 | Saint-Étienne                                             |
| Vousémoi                                                          | 1904      |                                                           |
| V.P. (Vernet-Pairard)                                             | 1953-1955 | Parijs                                                    |
| Vulpès                                                            | 1903-1912 | Parijs / Clichy                                           |

## W
| Wattel & Mortier                    | 1920-1922 | Parijs               |
| Wehrlé-Godard et Desmarais          | ...       |                      |
| Weler (Marcel Violet)               | 1920-1923 |                      |
| Wenzel                              | 1905-1906 |                      |
| Werner frères                       | 1898-1914 | Boulogne-Billancourt |
| Westinghouse                        | 1904-1910 | Parijs / Le Havre    |
| Westinghouse-Schmid                 | 1904-1905 |                      |
| Weyher & Richemond                  | 1905-1910 | Pantin               |
| Willam (Lawill, Lambretta S.A.F.D.) | 1967-...  | Ets Scattolini, I    |
| Wolf (Seale et de Becker)           | 1913      |                      |

## X
| X | 1908-1909 |  |

## Y
| Yardney Renault | 1964 |  |

## Z
| Zedecco                       | 1905-1907 |                  |
| Zedel (ZL - Zýrcher-Luthi)    | 1904-1914 |                  |
| Zedel-Donnet - ook wel Donnet | 1921-1936 | Nanterre         |
| Zeiiler & Fournier            | 1912-1922 | Levallois-Perret |
| Zénia                         | 1912-1923 | Parijs           |
| Zénith                        | 1910-1912 | Forcaliquer      |
| Zévaco                        | 1921-1924 | Eaubonne         |
| ZIM (Zimmerman)               | 1922-1924 | Épernay          |